# Forteresse de Louisbourg
La forteresse de Louisbourg est la reconstruction partielle d'une forteresse française située sur l'île du Cap-Breton dans la province de la Nouvelle-Écosse. C'est un « lieu historique national du Canada » géré par Parcs Canada et l'une des principales attractions touristiques de Cap-Breton.

## Emplacement
La forteresse de Louisbourg est située à 3 kilomètres à vol d'oiseau au sud-ouest de la ville de Louisbourg et à 30 kilomètres au sud-est de Sydney (en Nouvelle-Écosse). La forteresse est construite sur une péninsule basse, bordée au sud et à l'est par l'océan Atlantique et au nord par le havre de Louisbourg.

## Histoire
À l'origine établie en 1713 en relation avec la pêche à la morue et suivant le traité d'Utrecht qui avait dépossédé la France du port et fort stratégique de Plaisance à Terre-Neuve, elle est devenue la capitale de l'Île Royale  en 1718. En 1745, une force armée britannique venue de la Nouvelle-Angleterre la captura. Elle fut restituée à la France par le traité d’Aix-la-Chapelle en 1748.
En 1757, Une expédition commandée par Sir Francis Holburne, comprenant 16 vaisseaux de ligne et quatre frégates arrive pour attaquer Louisbourg. Devant des forces françaises supérieures, Holborne quitte la région de Louisbourg à la fin de septembre.
En 1758, une autre expédition britannique sous les ordres du général Jeffrey Amherst commença le siège de la forteresse le 8 juin. Les Britanniques avaient 39 navires avec environ 14 000 hommes plus une force de débarquement de 12 870 hommes. La forteresse était défendue par 10 vaisseaux avec 3 870 hommes et une garnison de 3 920 soldats. La reddition intervint le 26 juillet. Les Britanniques eurent 200 morts et 360 blessés, alors que les Français eurent 410 morts et environ 400 blessés. Les Britanniques firent 5 640 prisonniers. Deux ans plus tard, la forteresse est détruite par des ingénieurs militaires britanniques.

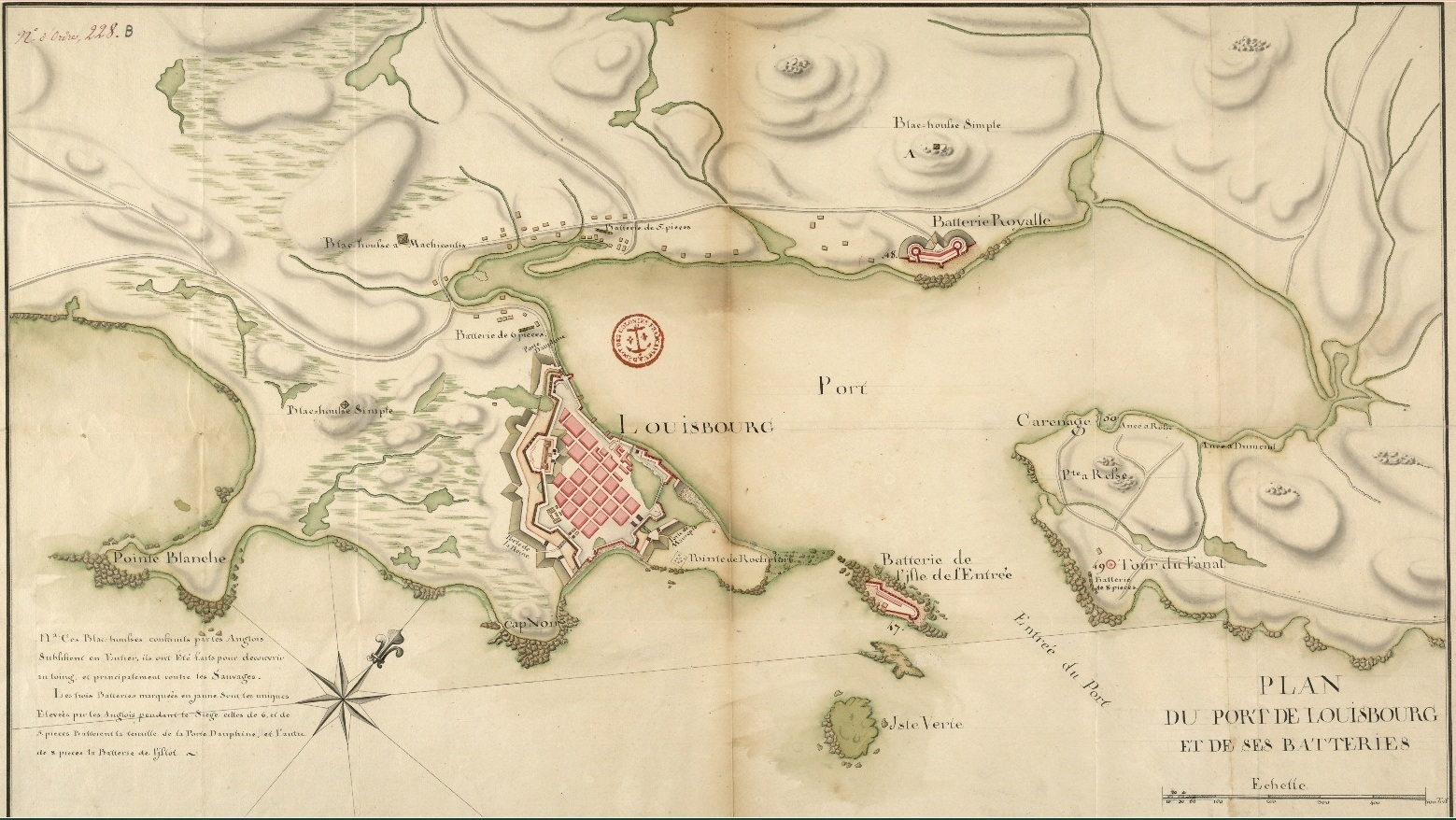
Plan de Louisbourg vers 1751

La commission des lieux et monuments historiques du Canada désigne la forteresse lieu historique national le 30 janvier 1920. Entre 1961 et 1981, le gouvernement fédéral finance la reconstruction d'environ le quart de la ville fortifiée.

### Économie
Louisbourg devint un marché intéressant pour les Canadiens et les Acadiens qui y envoyaient leurs produits agricoles à destination de la population, la deuxième plus importante en Nouvelle-France après Québec. Louisbourg était aussi une escale importante pour les navires en provenance des Antilles françaises. Souvent, les cargaisons furent entreposées dans des hangars de la ville.
La colonie pratiquait aussi la pêche à la morue. Elle salait le poisson, puis le faisait sécher sur les plages de Louisbourg.

### Population

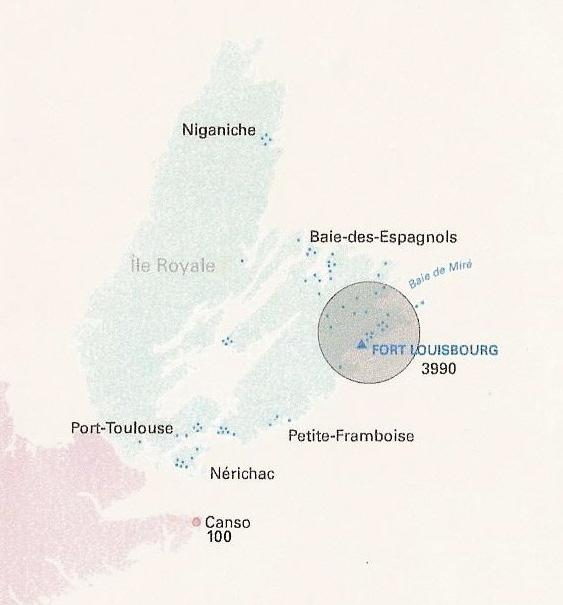
Population de Louisbourg en 1750

Cent seize hommes, dix femmes, et vingt-trois enfants étaient les habitants des débuts de Louisbourg. Pour la France, le port était le deuxième de Nouvelle-France en importance après la ville de Québec. La population de Louisbourg se développa rapidement. En 1719, il y avait 823 habitants. Sept ans plus tard, en 1726, 1 296. En 1734, 1 616, et en 1752, 4 174.

## Évolution de la population
| Année | Habitants |
| ----- | --------- |
| 1719  | 823       |
| 1726  | 1 296     |
| 1734  | 1 616     |
| 1737  | 2 023     |
| 1740  | 2 500     |
| 1745  | 3 000     |
| 1750  | 3 990     |
| 1752  | 4 174     |

### Place forte

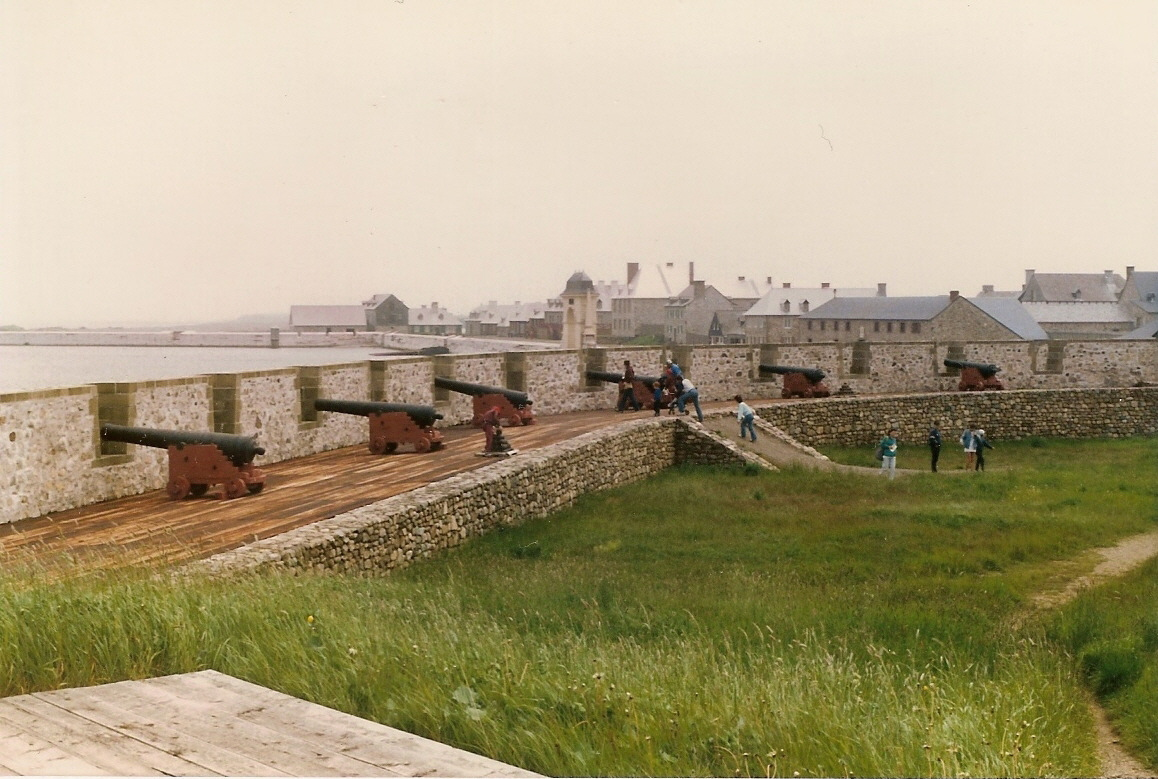
Vue d'ensemble des fortifications et bâtiments reconstitués à partir de 1961.

La forteresse de Louisbourg était la capitale de la colonie de l'Île-Royale, qui était localisée sur la côte de l'Atlantique proche du point sud-est de l'actuelle Cap-Breton. Le site de la forteresse fut choisi pour défendre la ville de Québec contre une attaque navale britannique. Au sud du fort, un relief procura une barrière naturelle sur une île avoisinante qui fut un bon endroit pour implanter une batterie de canons. Ses défenses forcèrent les navires britanniques à entrer dans le port via un canal de 150 mètres. C'est pour cette raison que la forteresse de Louisbourg fut nommée le « Gibraltar du nord », ou le « Dunkerque de l'Amérique ». Le fort fut aussi construit pour protéger les intérêts de la France sur les Grands Bancs, où l'on trouve un grand nombre d'espèces de poissons.

## Reconstruction de la forteresse

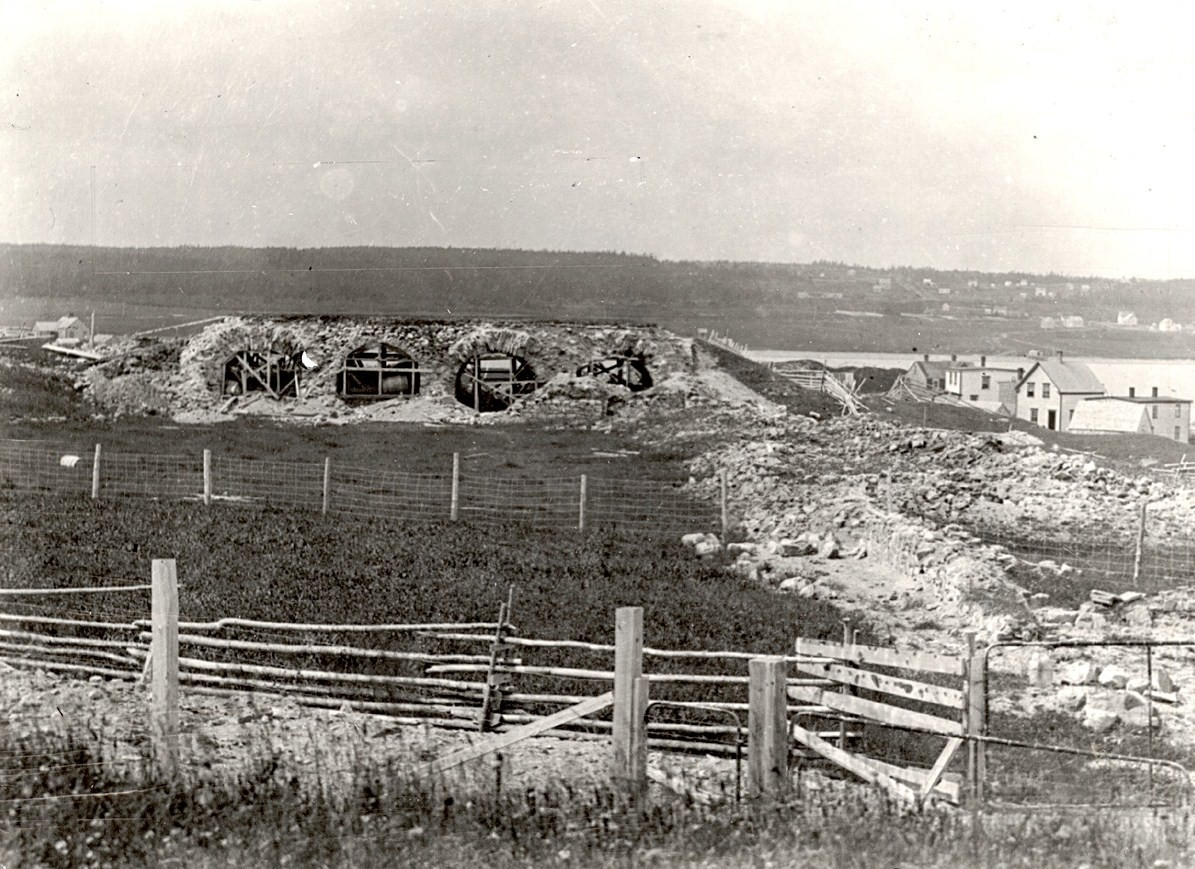
Les ruines de Louisbourg en 1907.

Les premières initiatives de protection du site remontent à la fin du XIXe siècle. En 1895, la Society of Colonial Wars fait construire un premier monument, qui se trouve maintenant à la pointe de Rochefort. En 1906, la Nouvelle-Écosse adopte une loi faisant de Louisbourg un monument historique du Dominion du Canada. La Société royale du Canada commence à acheter les terrains où se trouvent des ruines visibles. La Commission des lieux et monuments historiques du Canada (CLMHC) se préoccupe dès sa création en 1919 de la préservation de Louisbourg. Dans les années 1930, la Direction des parcs a acheté presque tous les terrains de l’ancienne ville fortifiée. Vers 1940, le parc historique national de la Forteresse-de-Louisbourg est créé.
En 1961, le gouvernement du Canada accepte un plan de reconstruction partielle de la ville de Louisbourg et de ses fortifications, avec comme objectifs de créer une image de ce qu'était Louisbourg dans les années 1750 pour valoriser l'intérêt touristique du lieu, et de fournir des emplois aux ouvriers de la houille frappés par la récession de l'exploitation minière. Le travail a été accompli sous la supervision d'un groupe d’archéologues, d’historiens, d’ingénieurs et d’architectes. En 20 ans, à peu près un quart de la ville a été reconstruit.
Aujourd’hui, le site entier de la forteresse, incluant le quart de la reconstruction de la ville, est connu sous le nom de Lieu historique national du Canada de la Forteresse-de-Louisbourg, géré par Parcs Canada. Le site comprend trois lieux historiques nationaux : la Forteresse-de-Louisbourg, le Débarquement-de-Wolfe et la Batterie-Royale.
Le site du Débarquement-de-Wolfe, dans l’anse Kennington, est devenu un lieu historique national en 1929. Un monument à James Wolfe y commémore le débarquement et l'attaque du 8 juin 1758 contre les troupes françaises et leurs alliés autochtones.
Le site de la Batterie-Royale a été décrété lieu historique national en 1952, commémorant son rôle de défense pendant les sièges de 1745 et 1758. Édifiée de 1724 à 1728 sur la côte nord du port, la batterie pouvait porter une quarantaine de canons. Derrière ses remparts se trouvaient une caserne, protégée par un fossé, un chemin de ronde et un glacis. Détruite par les Anglais en 1760, ses plus grosses pierres ont été récupérées par la suite, et on en trouve la trace jusque dans les murs de maisons d'Halifax. Aujourd'hui réduite à un talus herbeux recouvrant ses dernières ruines, sa reconstruction est envisagée. Dans l'attente, un mur en béton armé a été construit, accompagné d'enrochements, pour protéger le site de l'érosion des vagues.
La totalité du parc de Louisbourg couvre une superficie de 6 000 hectares et un littoral de 31 km .

## Bâtiments reconstruits
En tout, 65 grands bâtiments, dont l'imposant bastion du Roi, 20 petits bâtiments ou structures (pigeonniers, guérites, etc.), ont été restitués dans leur apparence originelle.
Le bastion du Roi, les locaux du gouverneur, et l'hôpital étaient les principaux bâtiments de la ville. La porte Océane se trouve à l'extrémité de la principale rue, au bord du port.

## Visite
Le site est ouvert au public toute l'année, 7 jours sur 7 en haute saison, du lundi au vendredi (sauf les jours fériés) en basse saison. La plupart des animations avec personnages costumés n'existent que de fin juin à la fête du travail (premier lundi de septembre). L'entrée est payante.
Le site reçoit environ 100 000 visiteurs annuels, et le temps moyen de visite est de 4 h 30 min.

## Galeries

### Vues extérieures

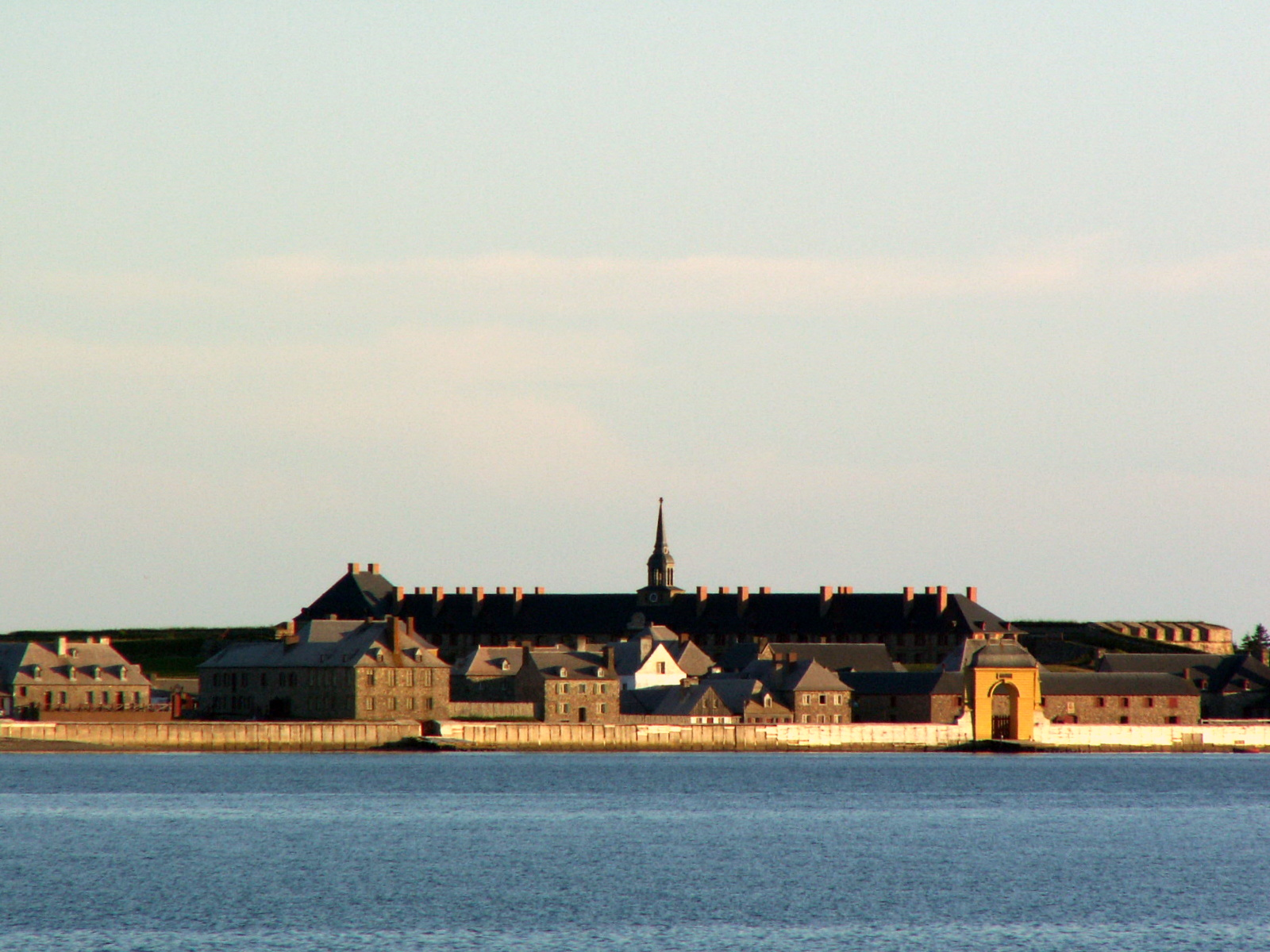
Vue générale
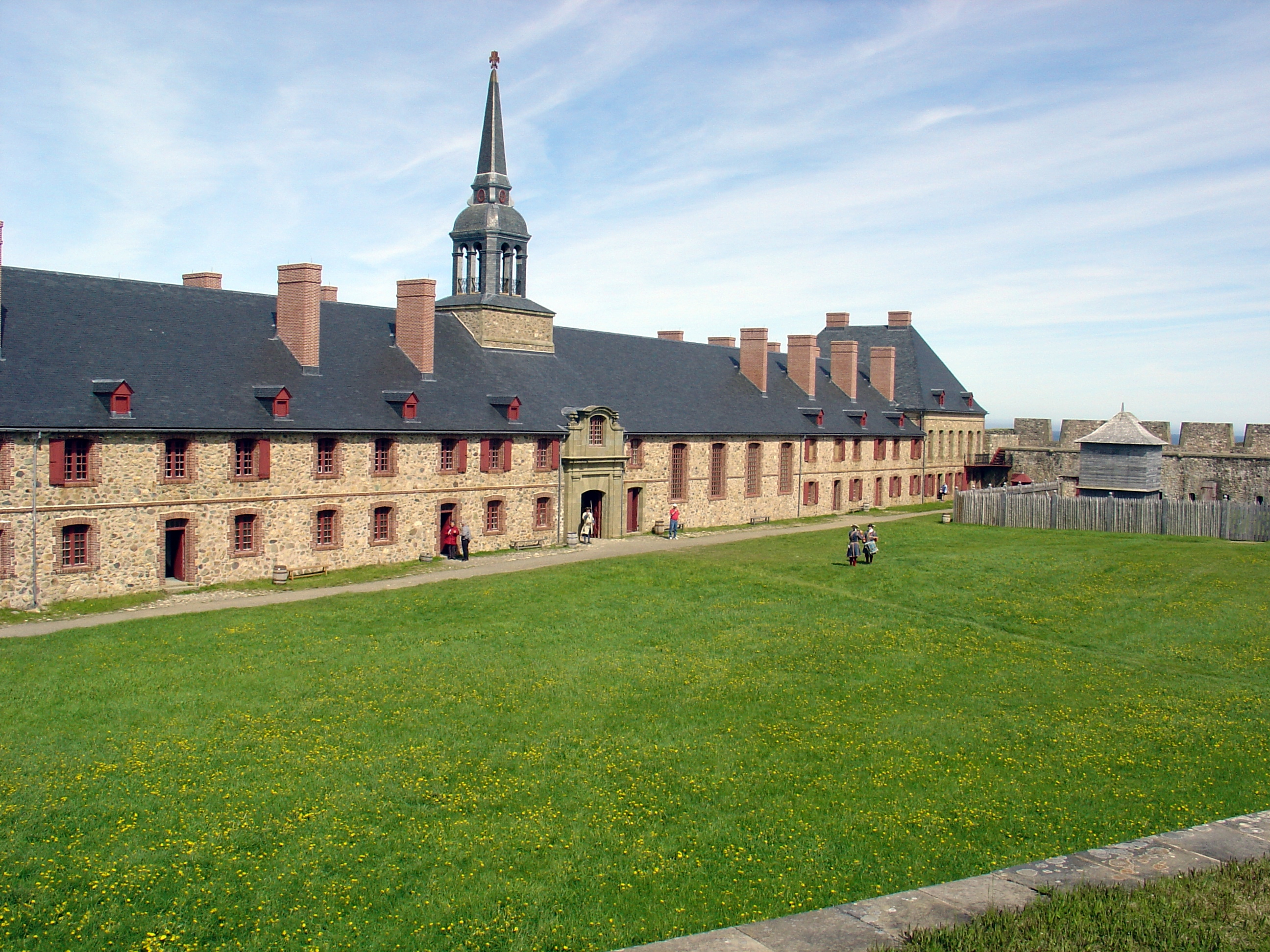
La forteresse en 2005
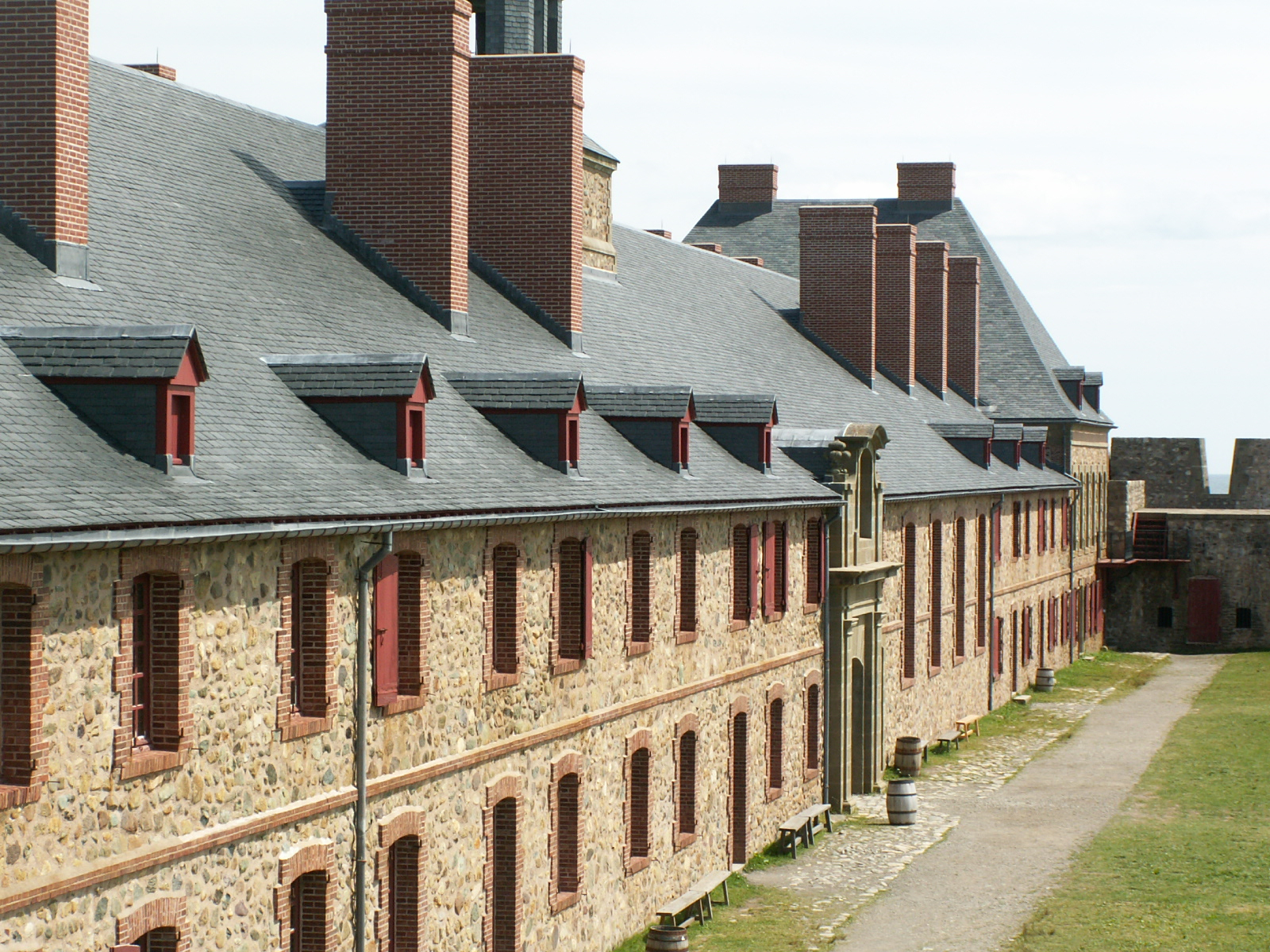
Cour intérieure
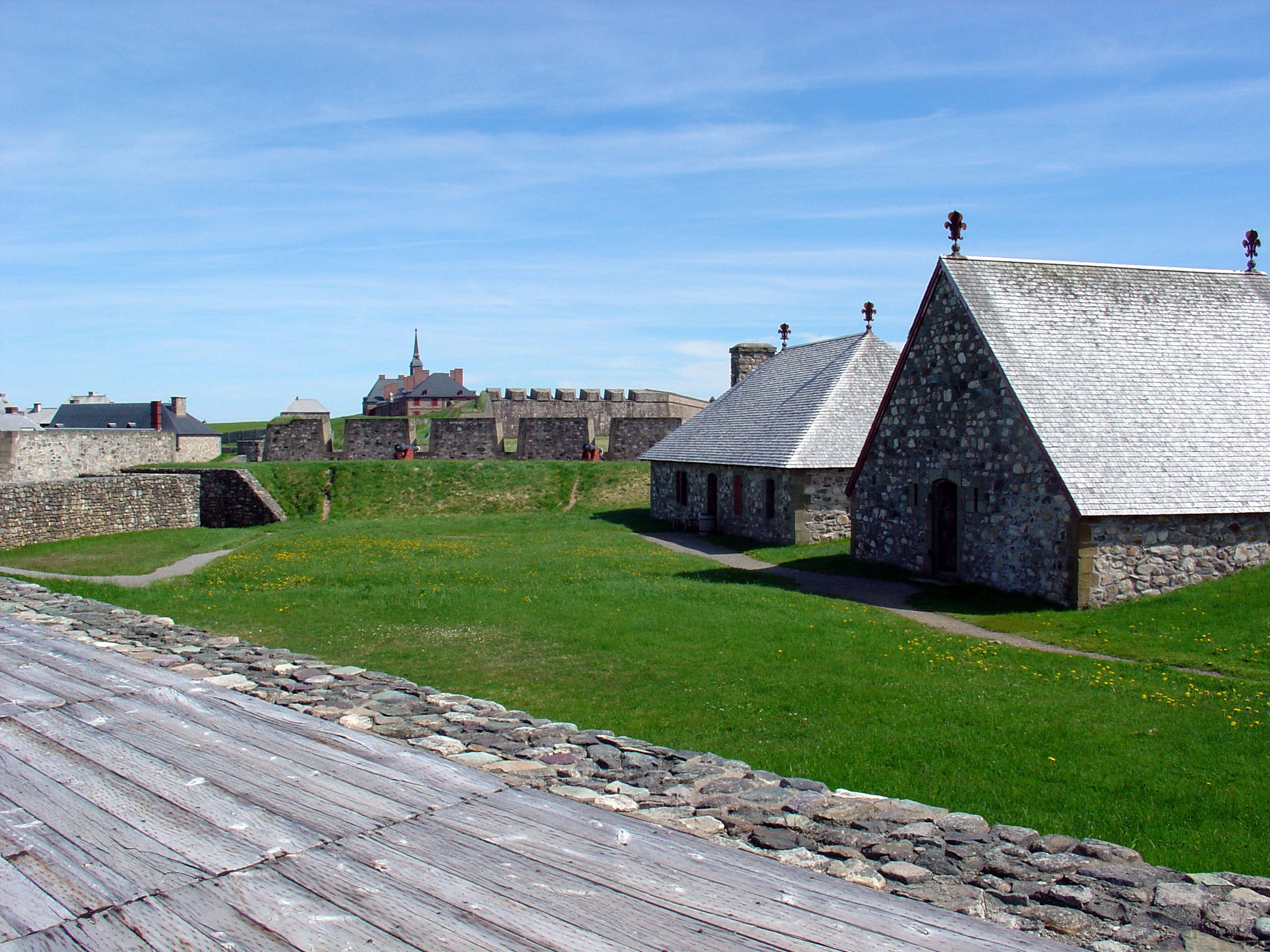
Vue des fortifications
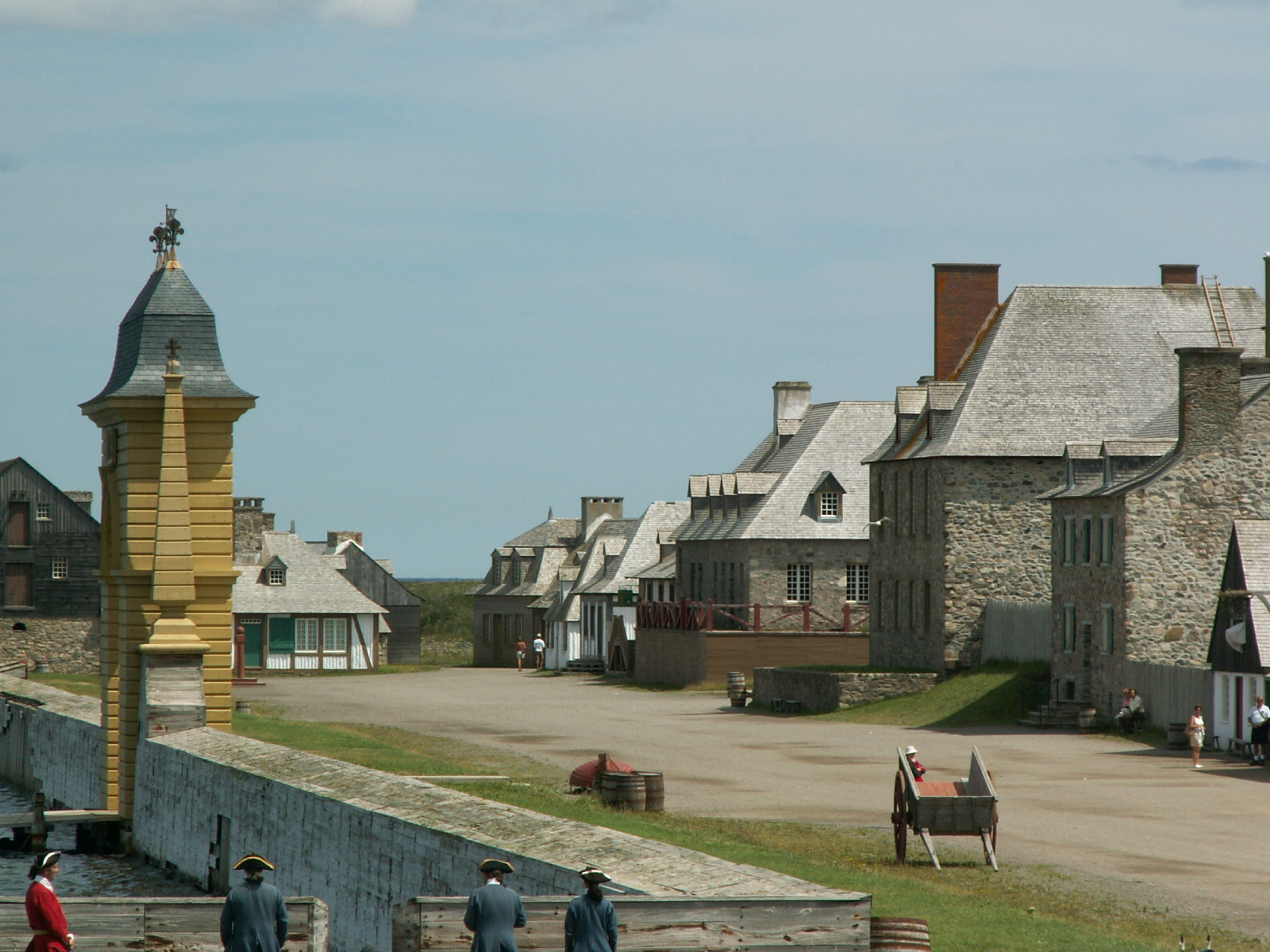
Rue des remparts
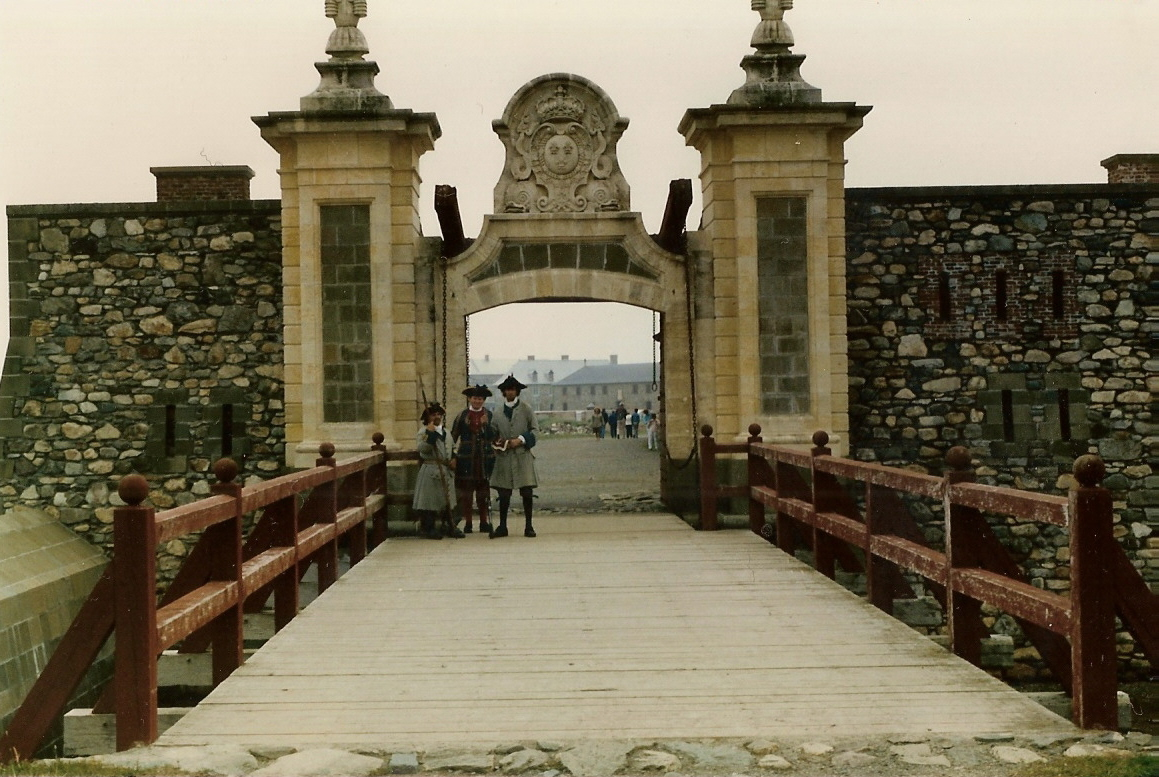
Porte d'entrée
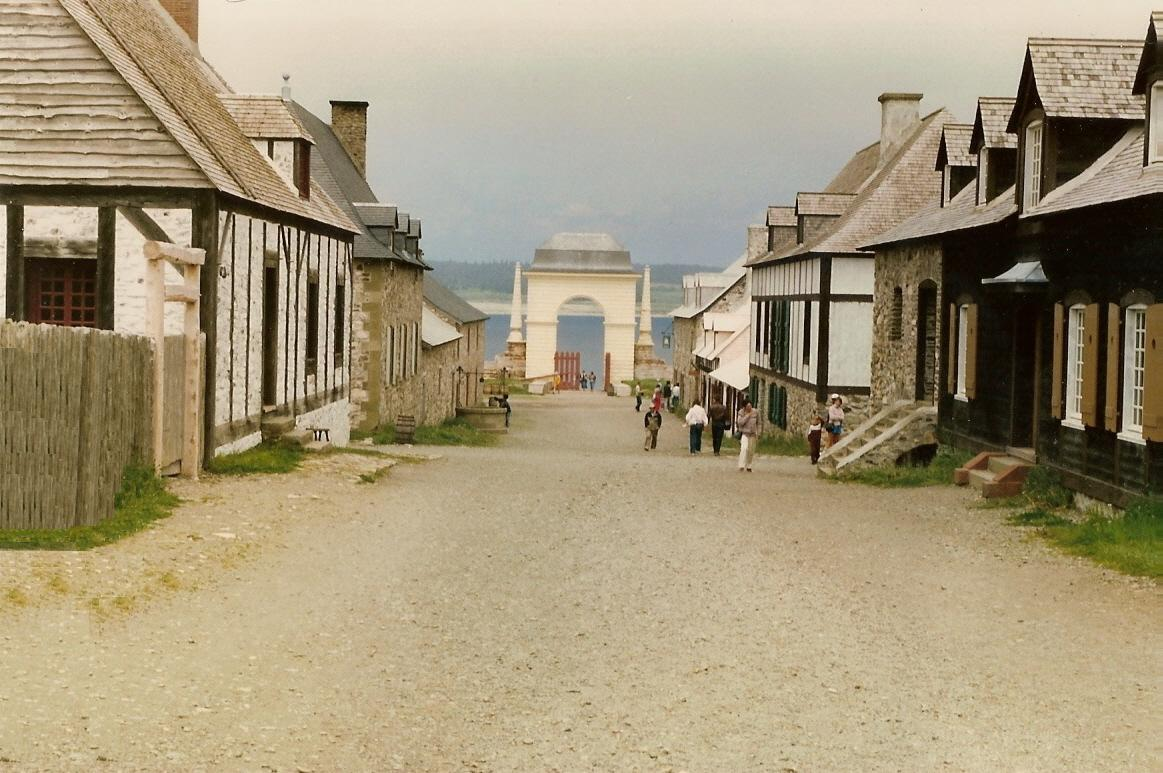
Rue principale
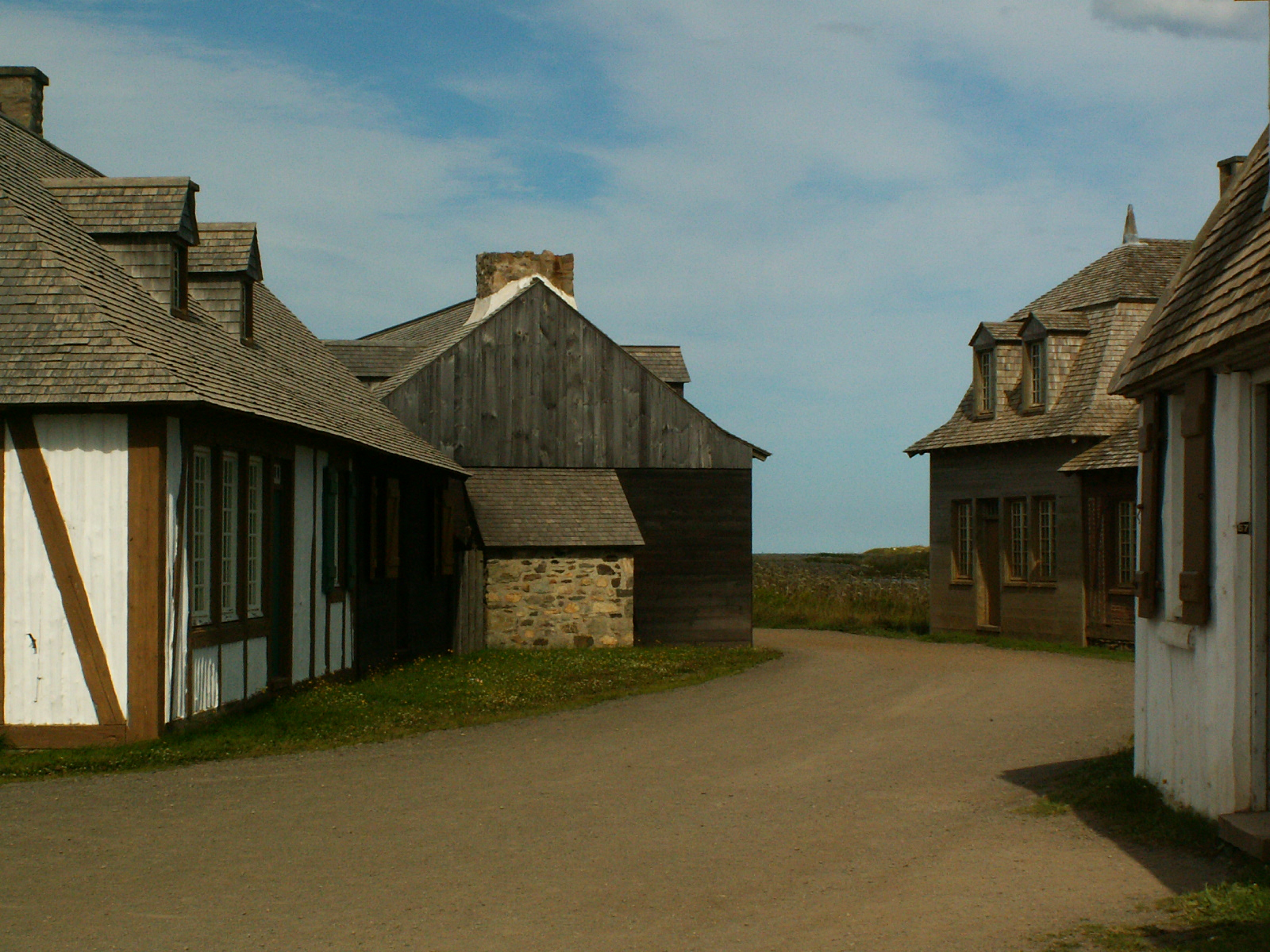
Groupe de bâtiments
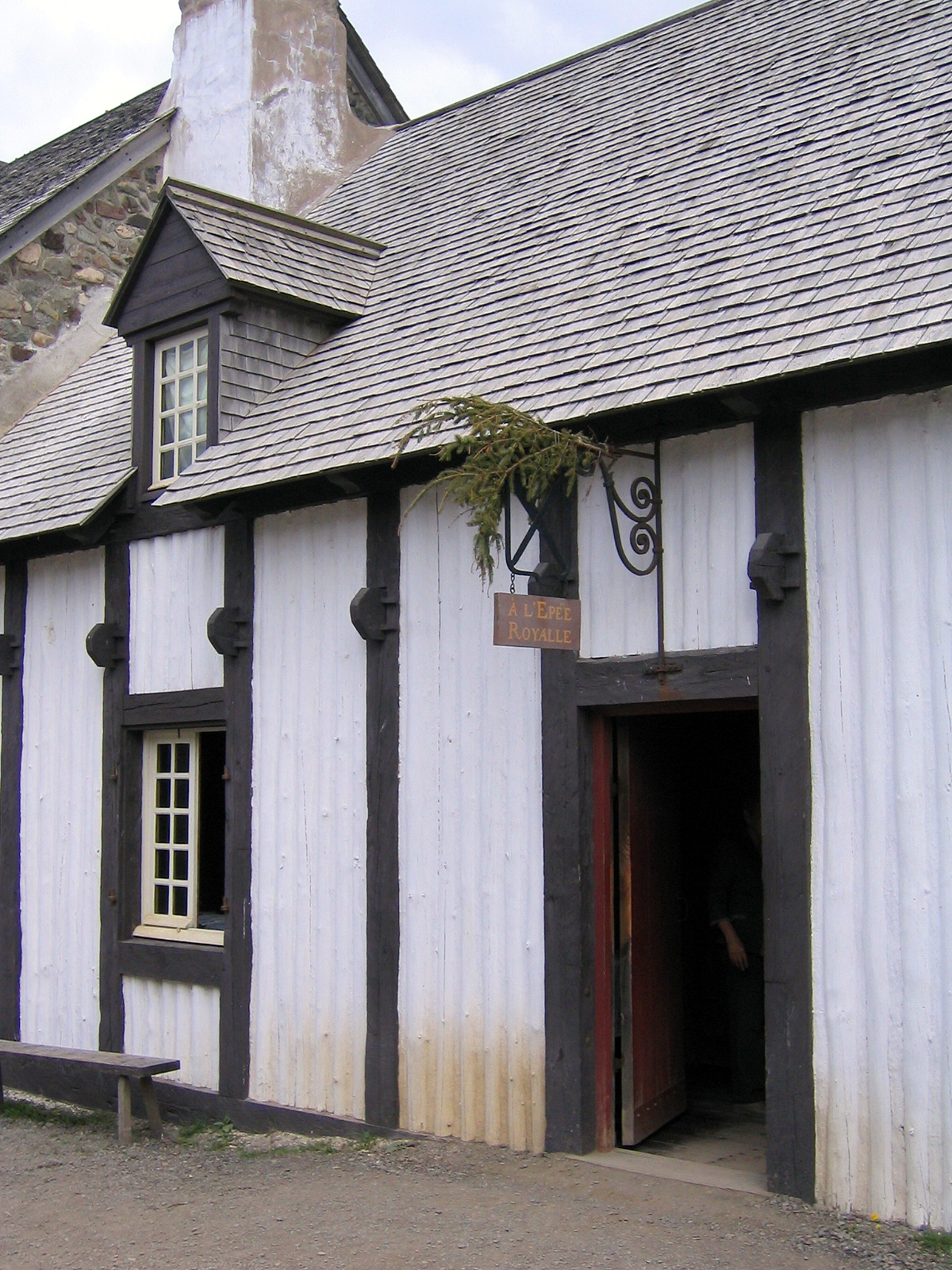
Forge
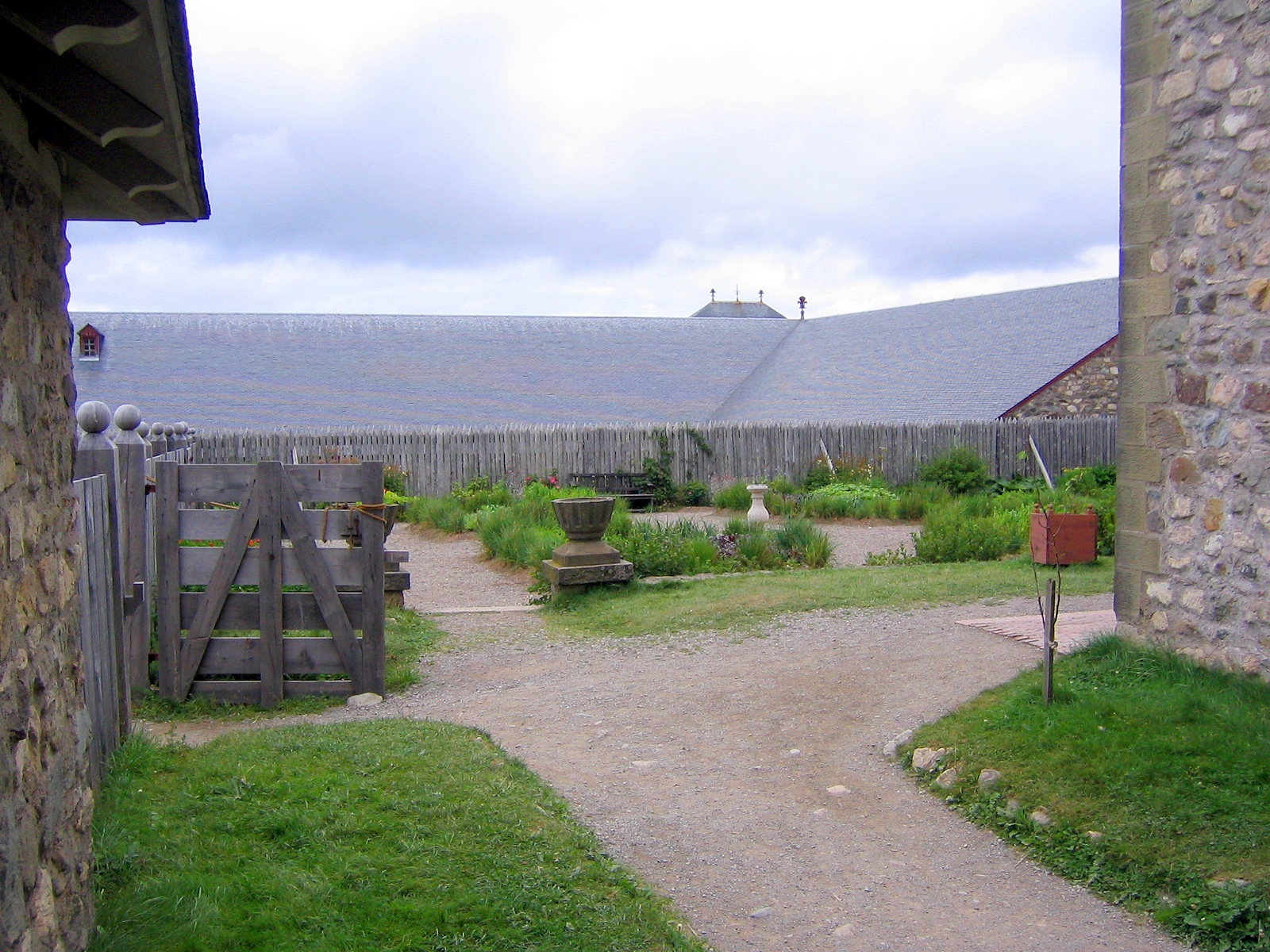
Jardins
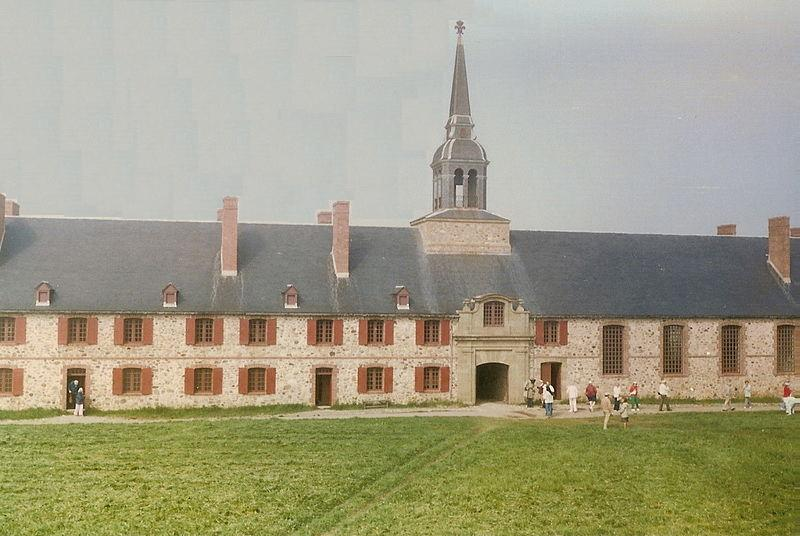
Bâtiment principal
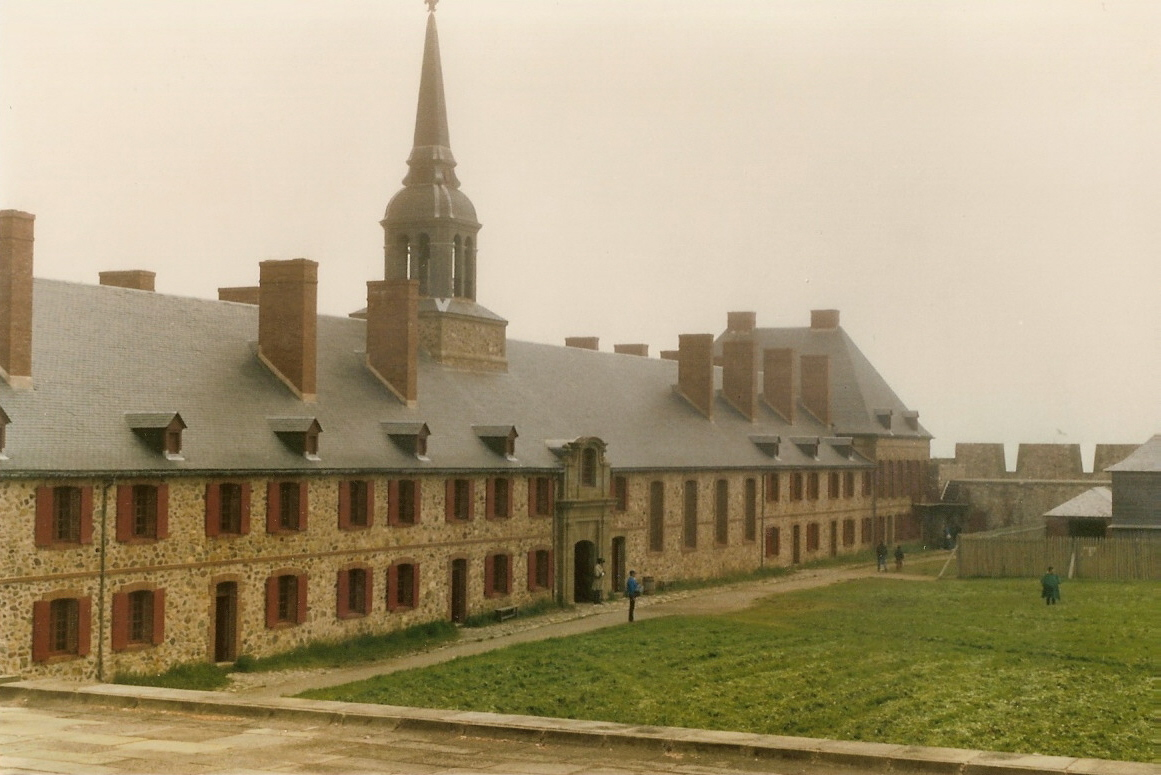
Bâtiment principal
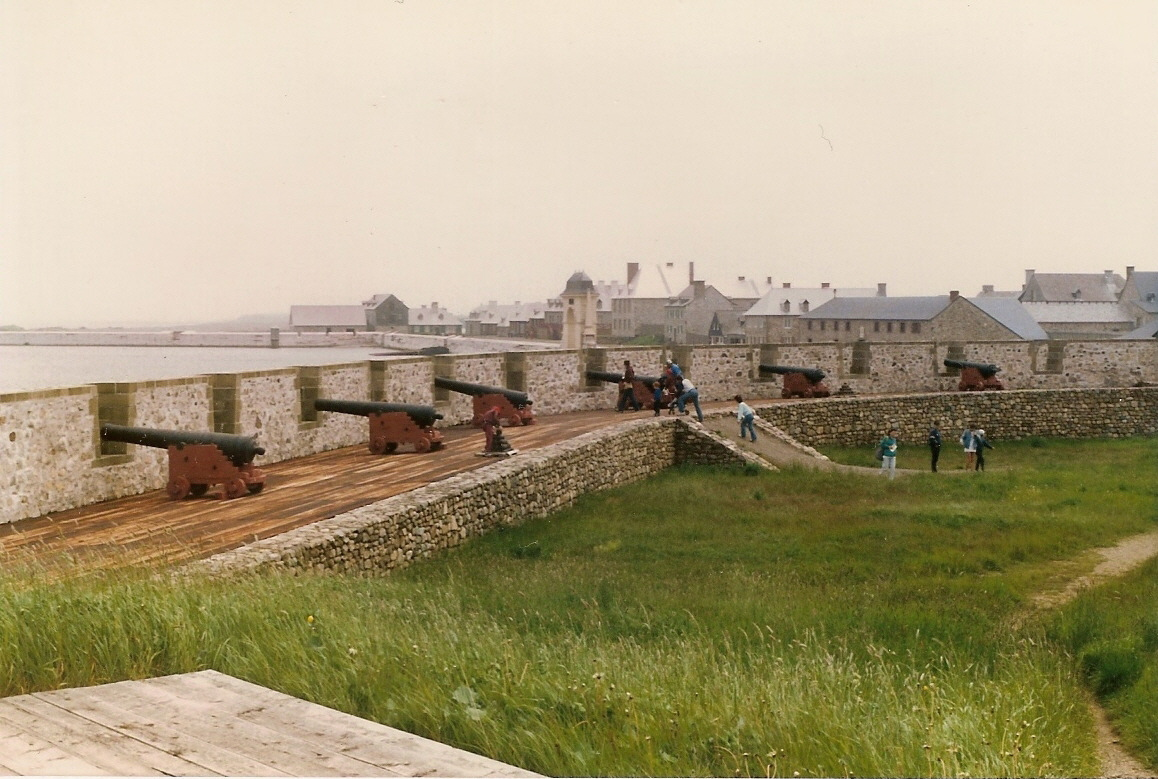
Remparts et canons
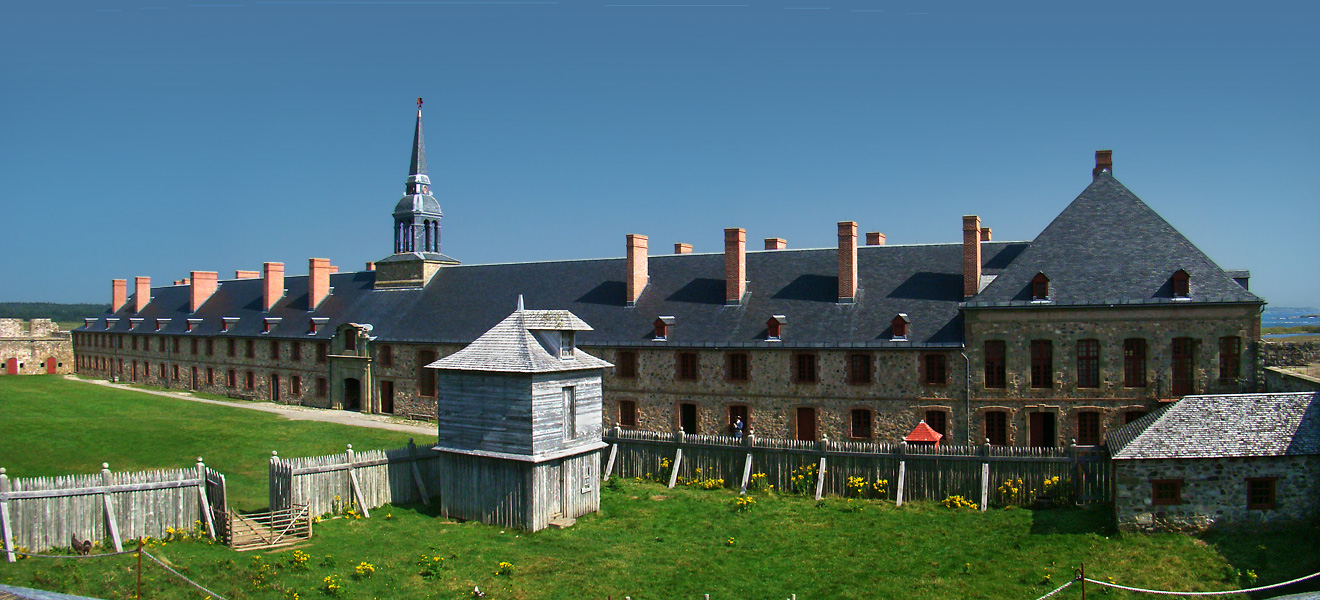
Bâtiment principal comprenant la résidence du gouverneur et les casernes du bastion du Roi.
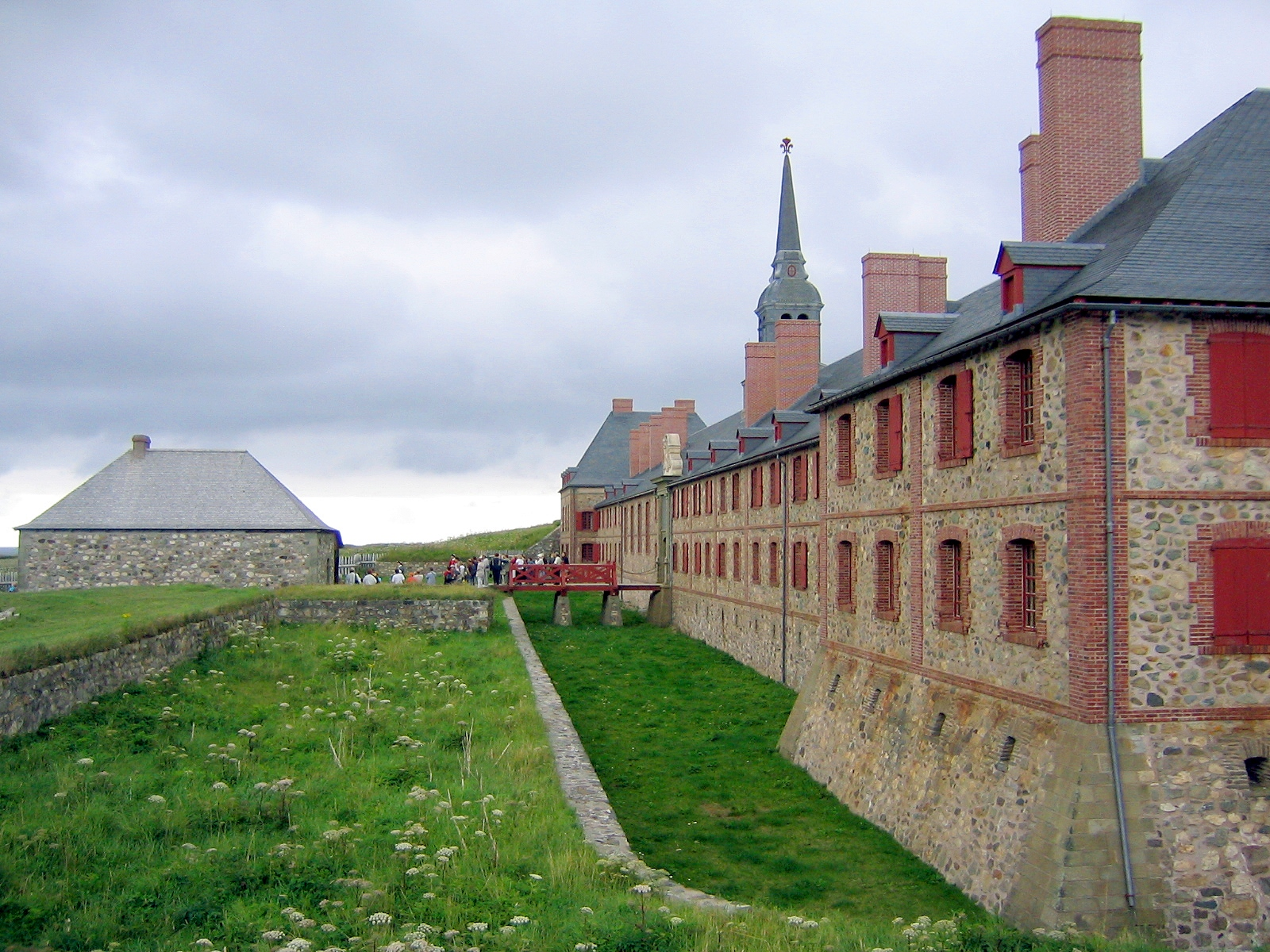
Derrière le bâtiment principal

### Vues intérieures

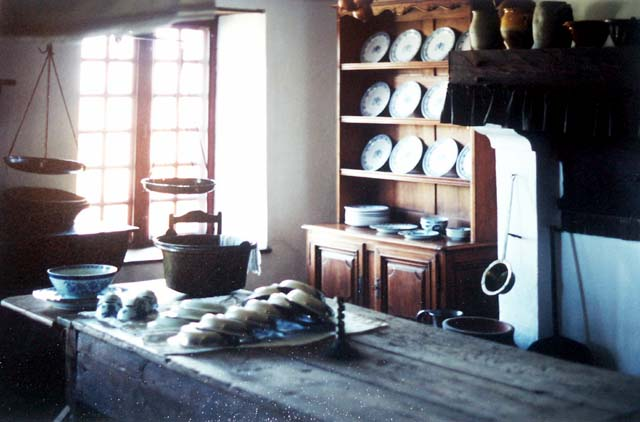
Magasin
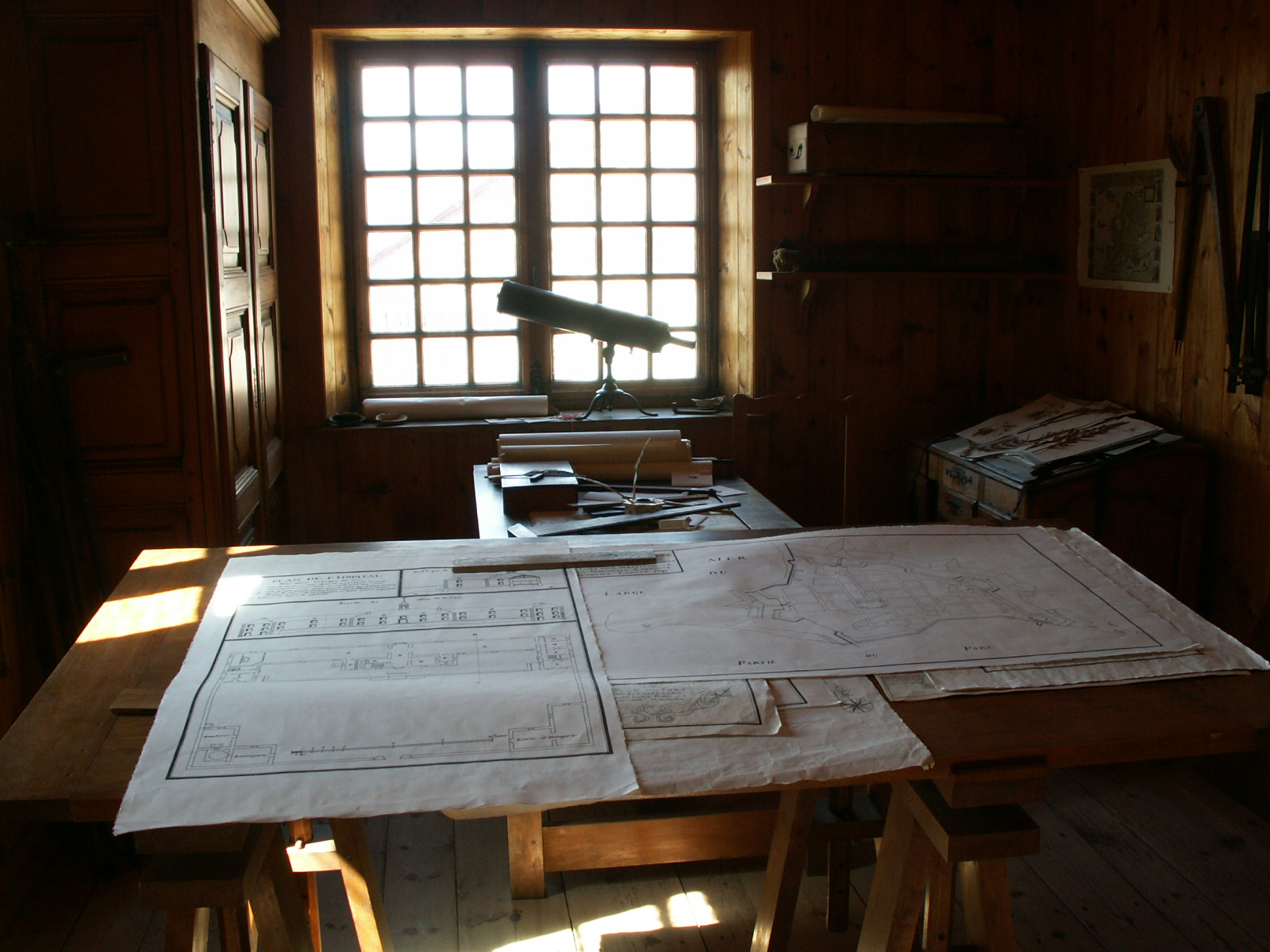
Cartographie
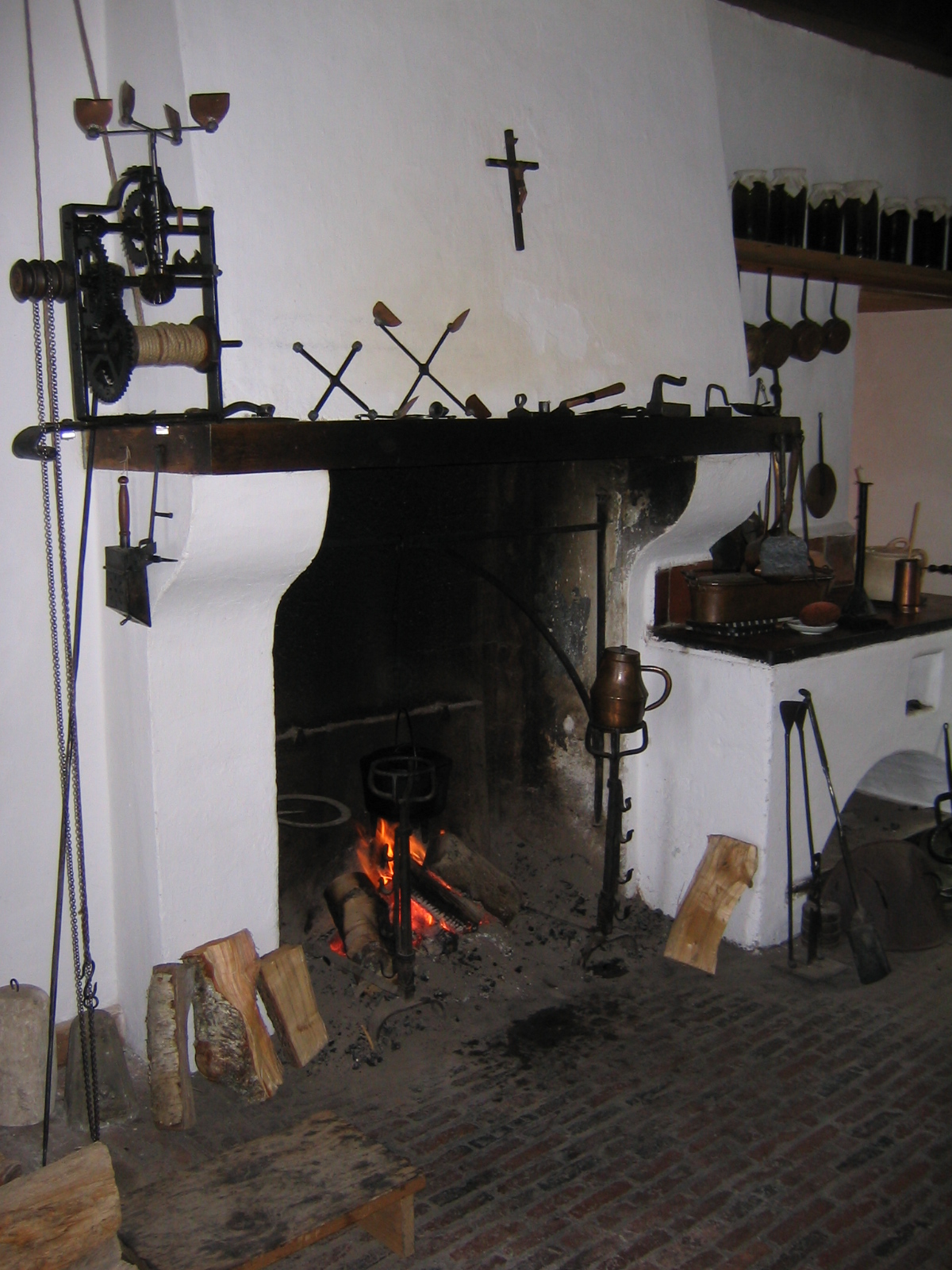
Foyer
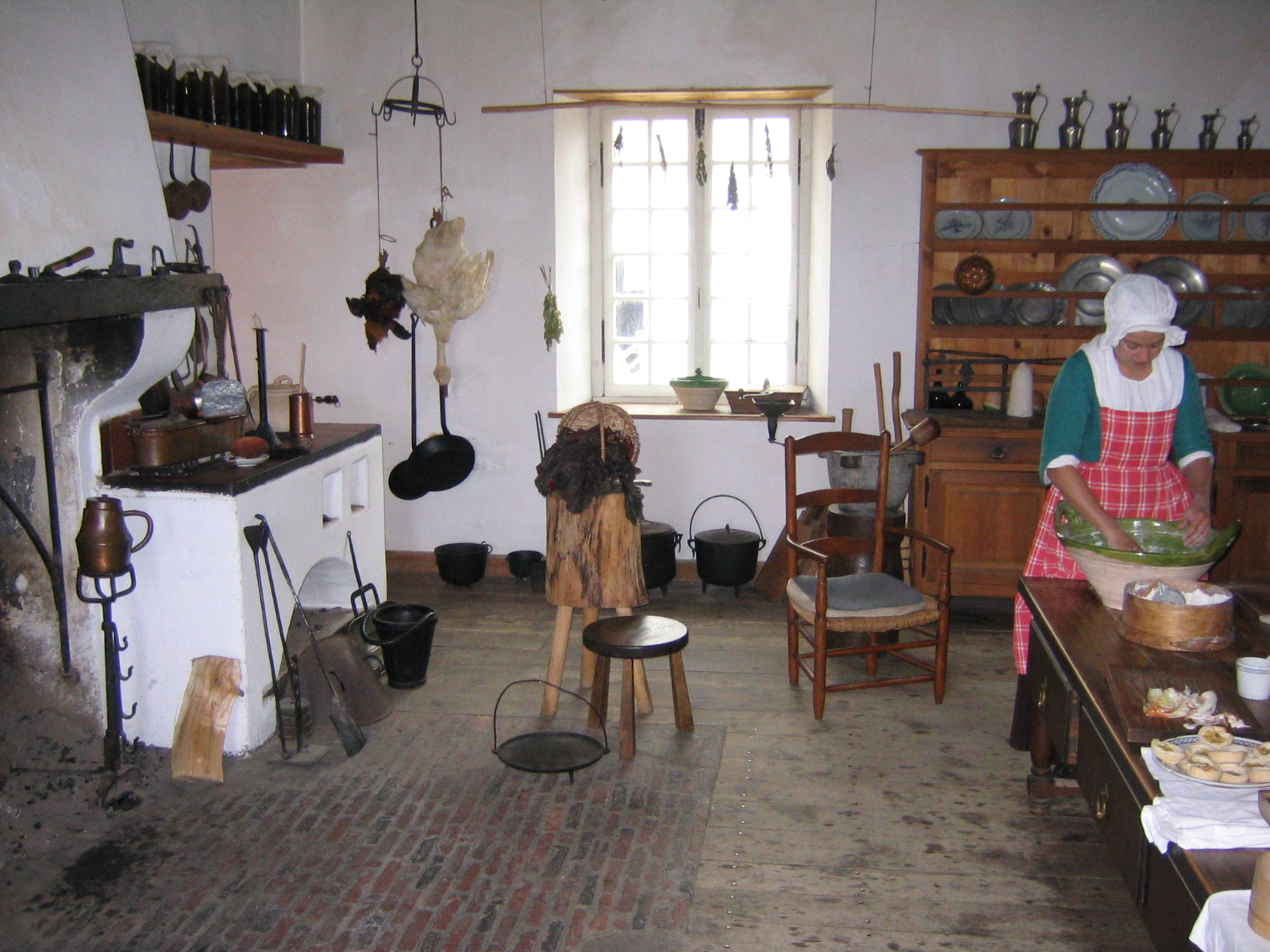
Cuisine
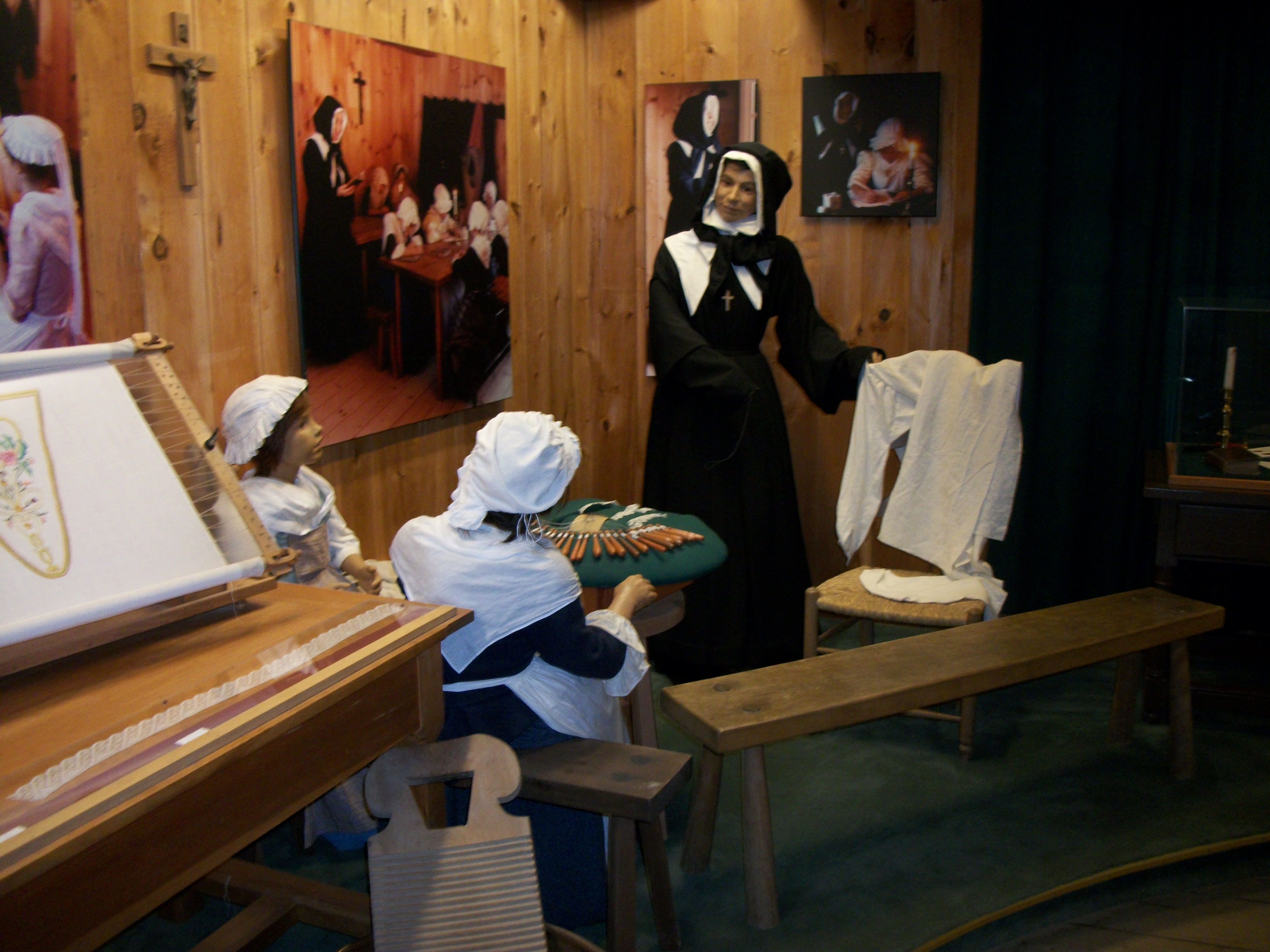
Couture
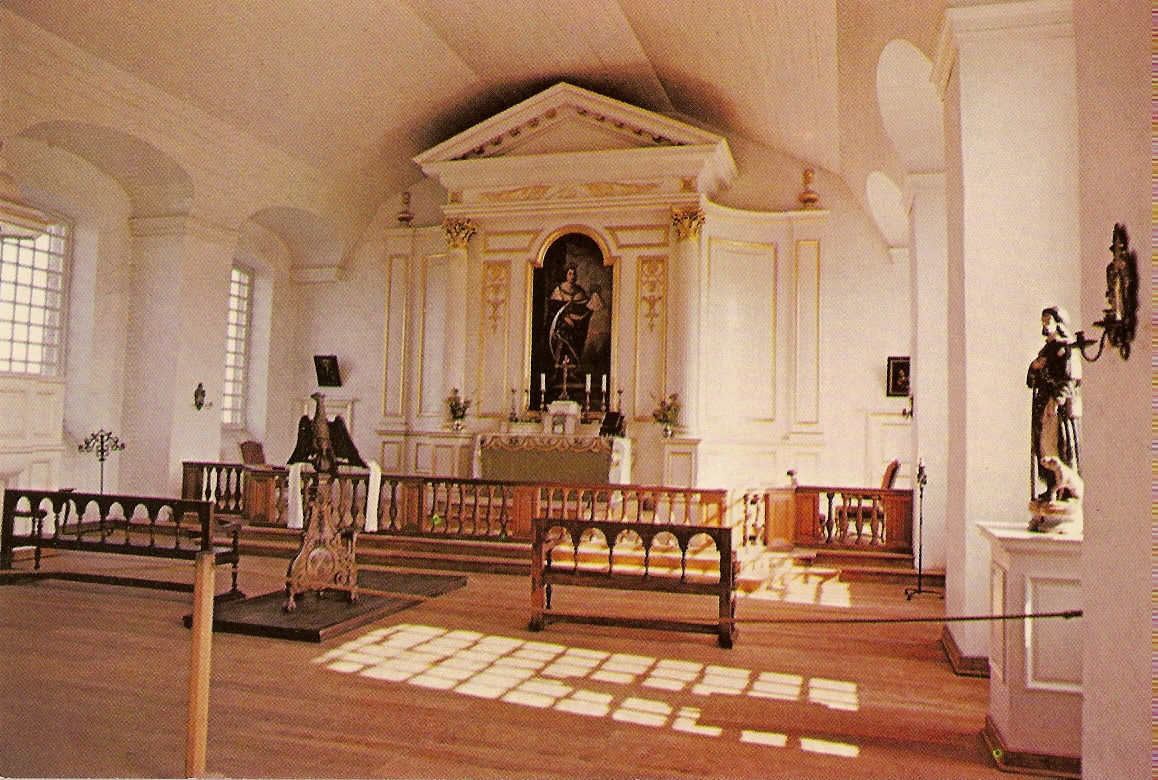
Chapelle
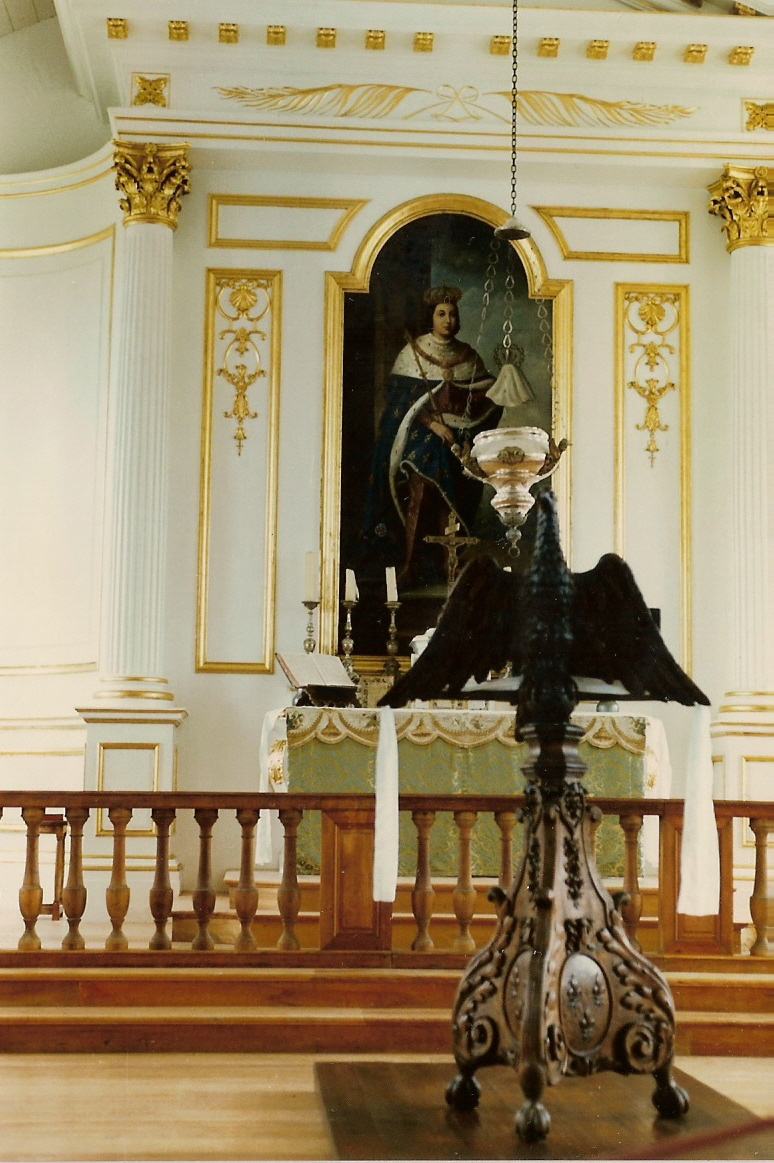
Chapelle
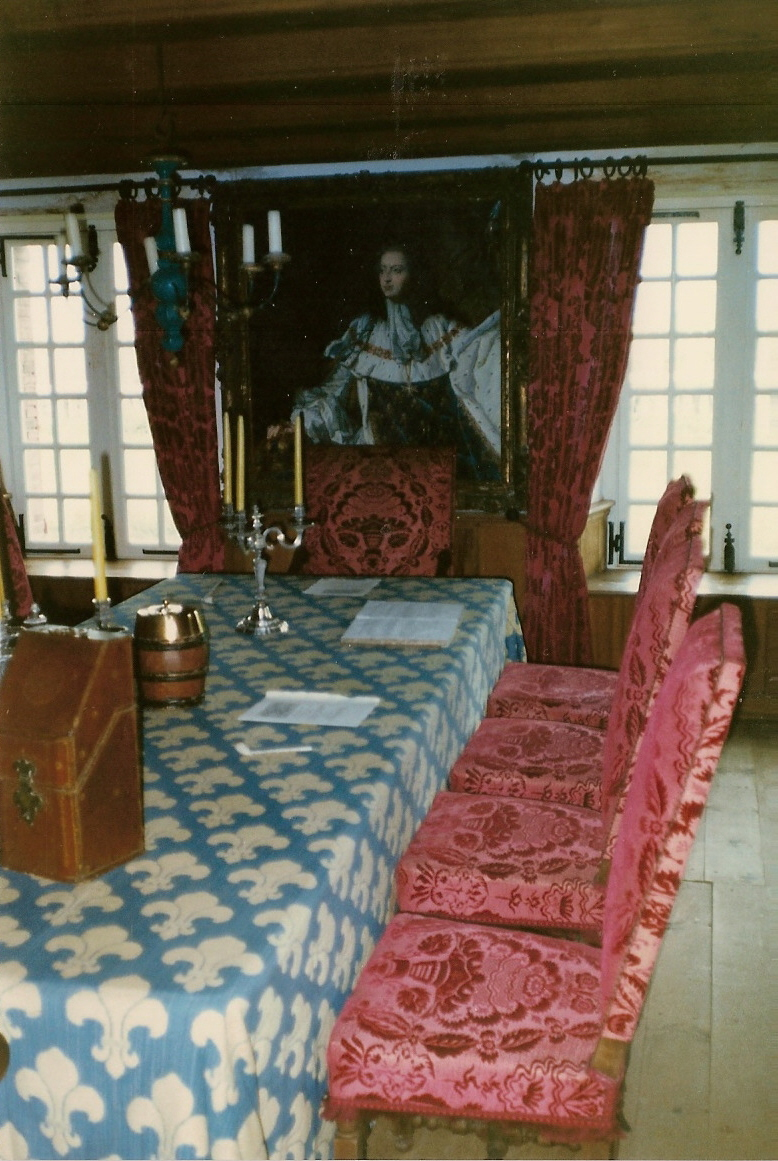
Salle à manger
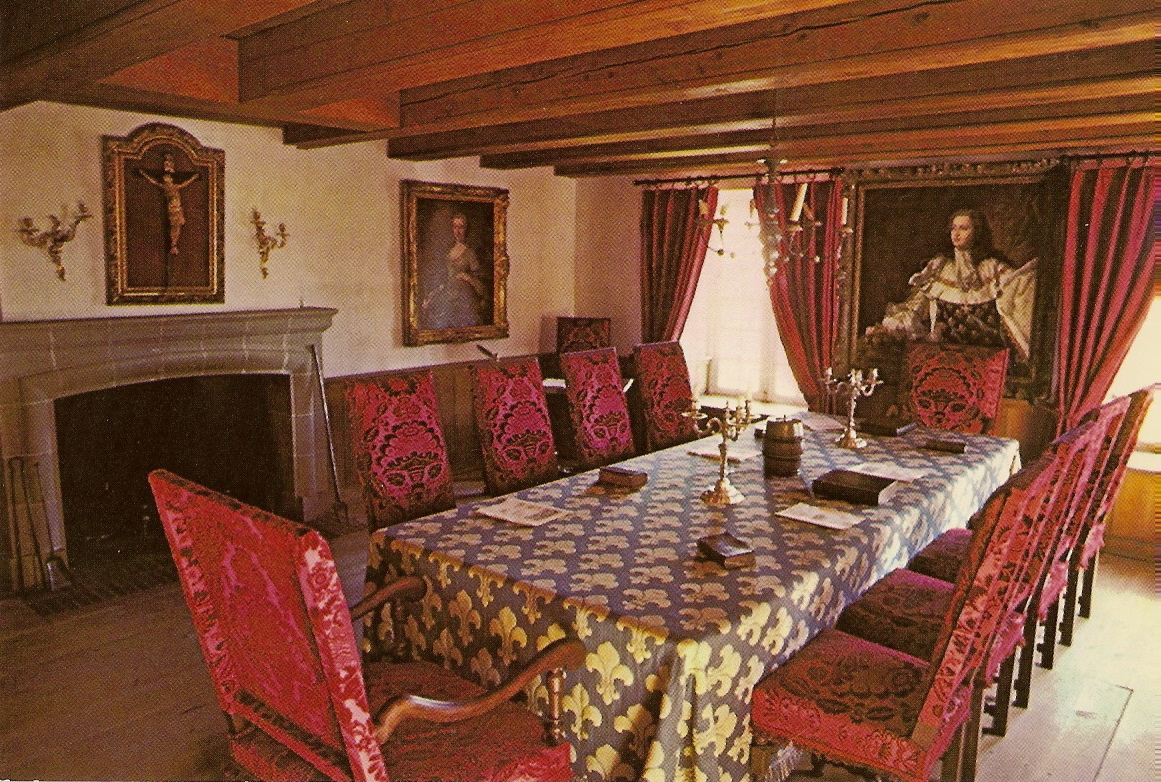
Salle à manger
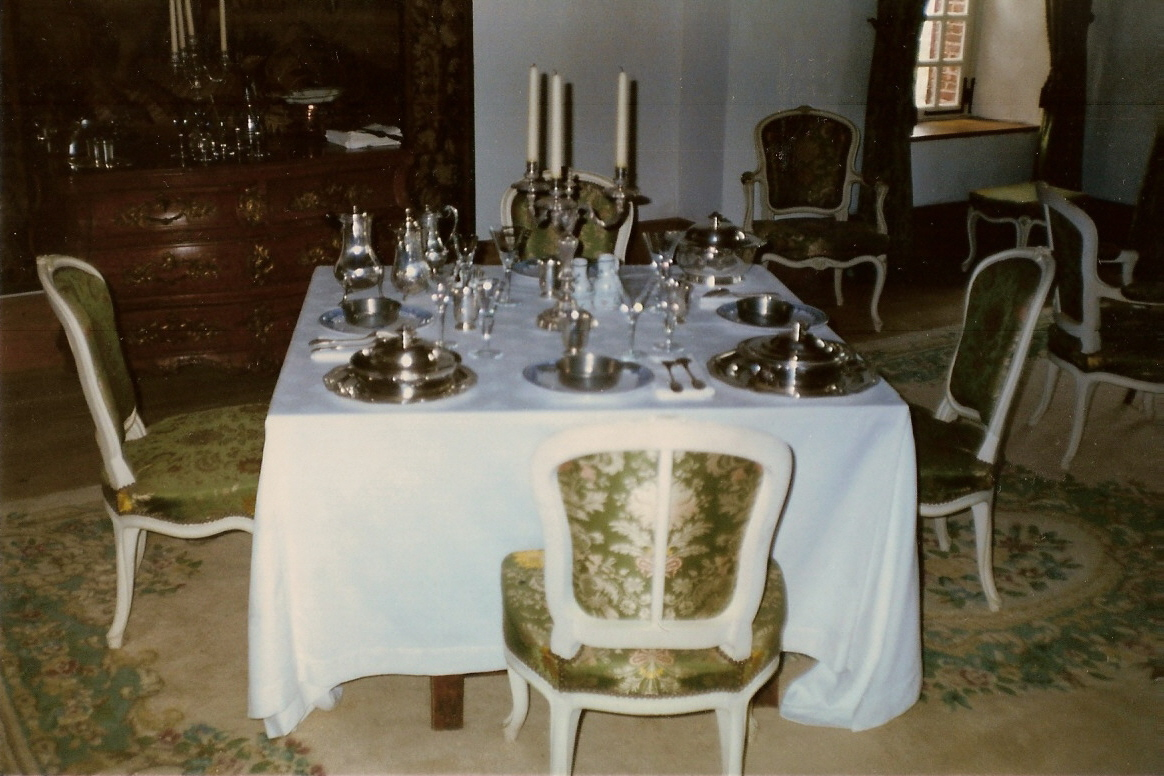
Salle à manger
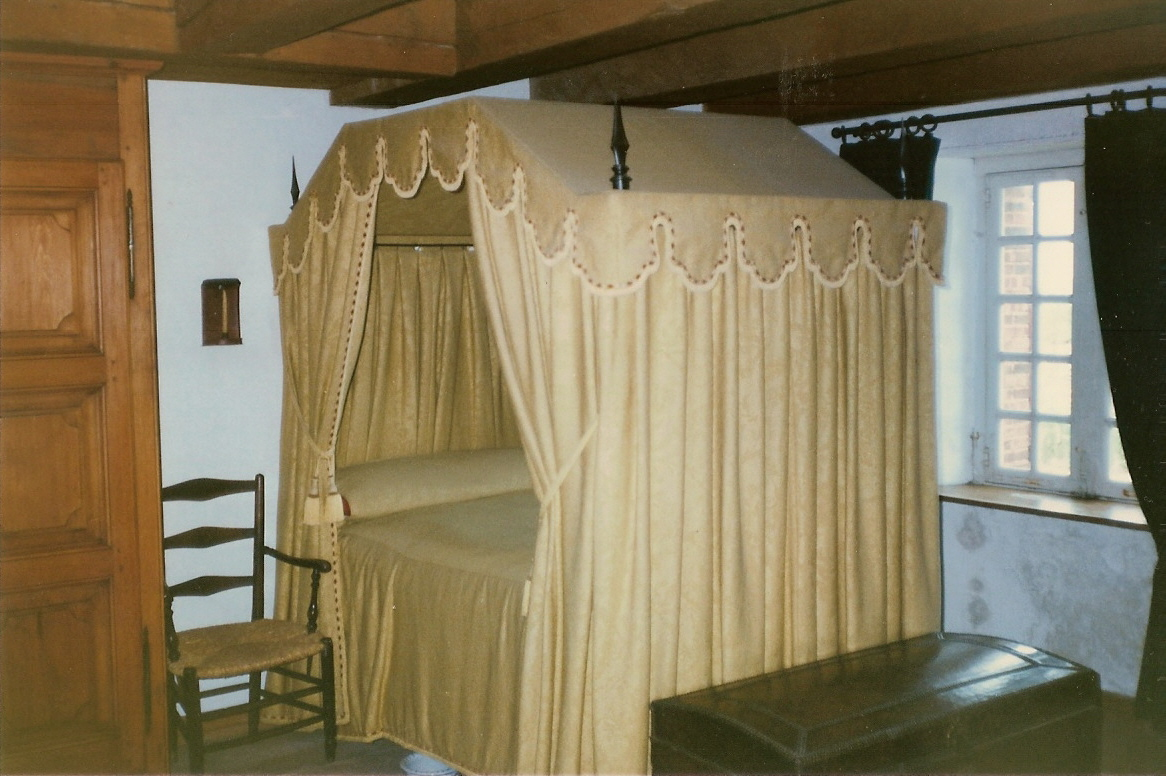
Chambre à coucher
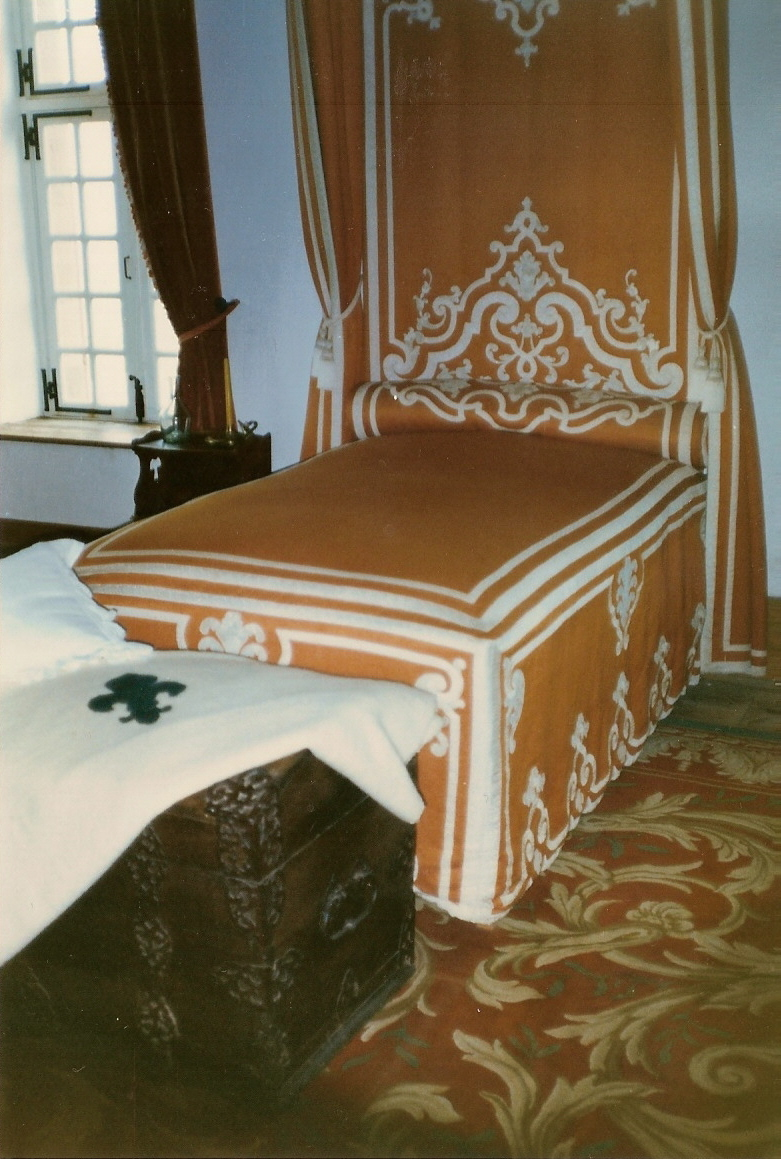
Chambre à coucher
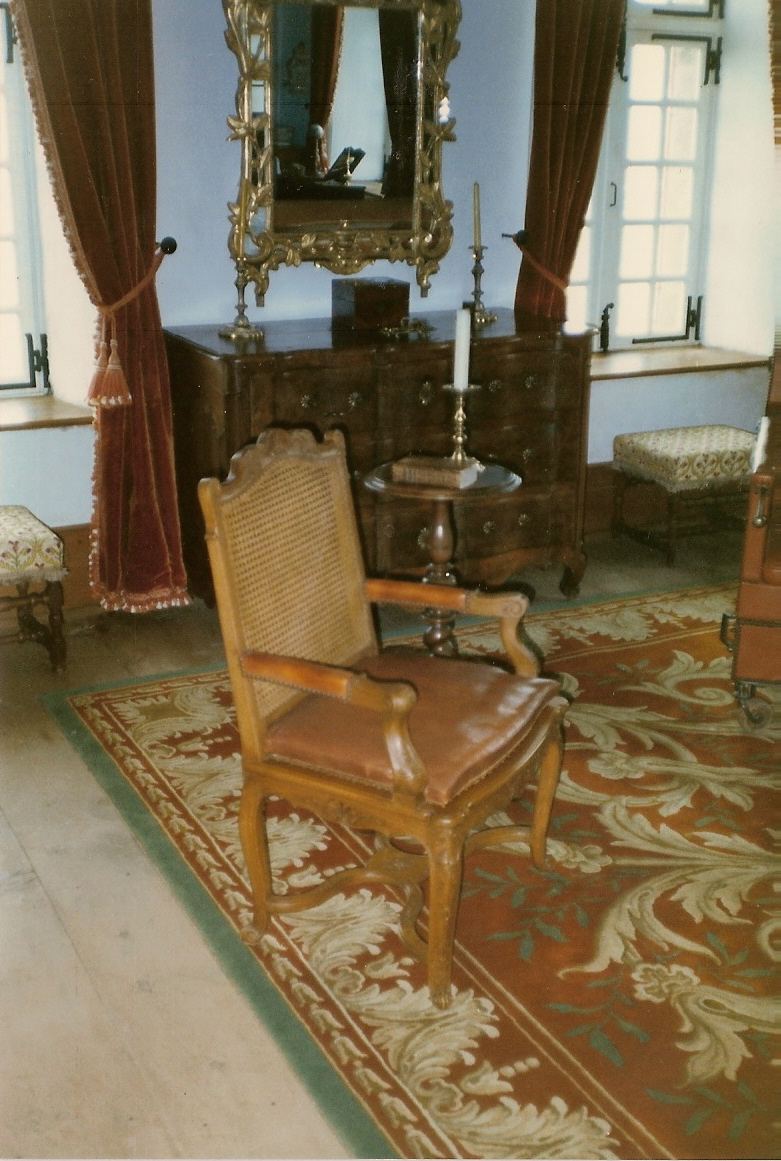
Salon
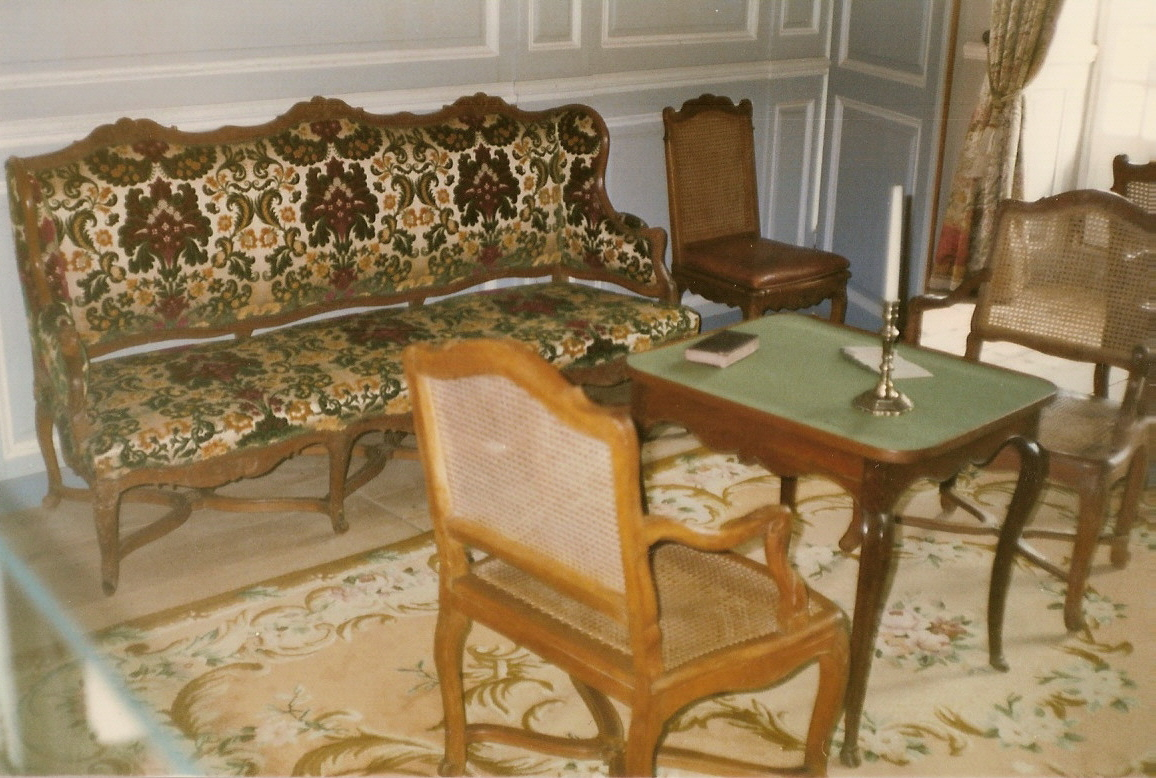
Salon
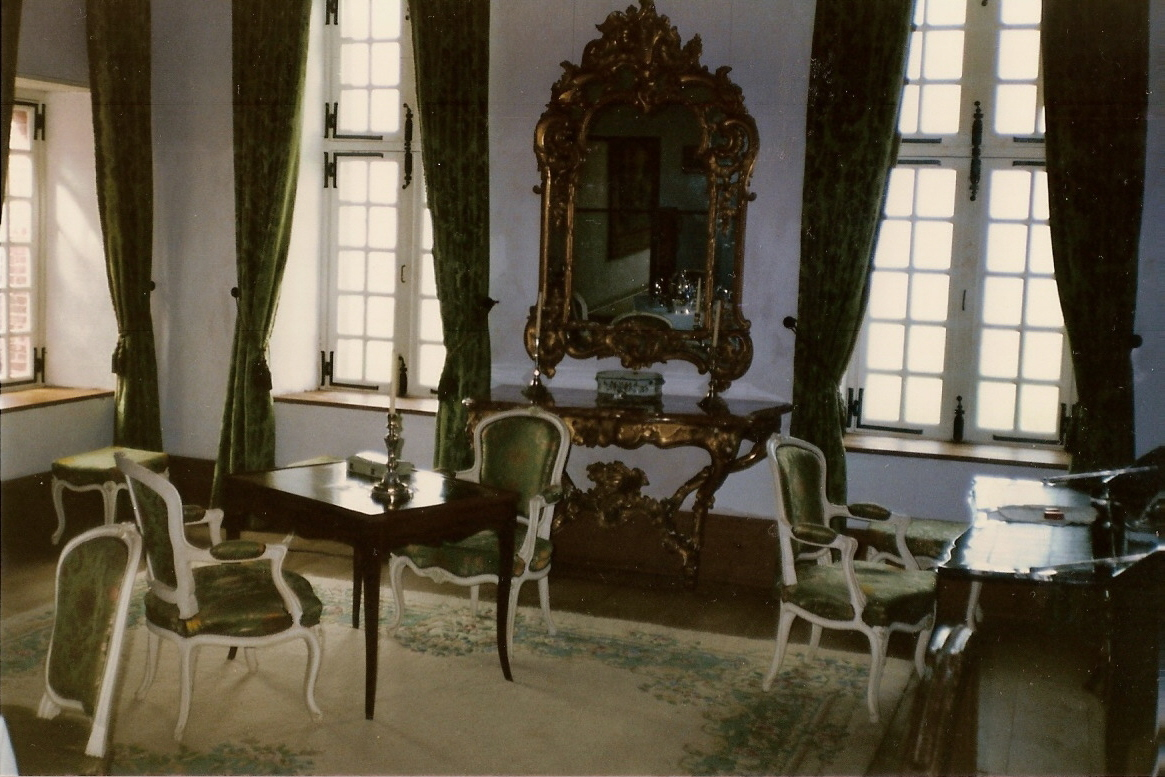
Bureau de travail